# Louisa May Alcott
Pour les articles homonymes, voir Alcott.
Louisa May Alcott, née le 29 novembre 1832 à Germantown dans l'État de la Pennsylvanie et morte le 6 mars 1888 à Boston dans l'État du Massachusetts, est une romancière, nouvelliste, poète, diariste et épistolière américaine.
Louisa May Alcott est connue internationalement pour son roman Little Women traduit en français sous le titre de Les Quatre Filles du docteur March.

## Biographie

### Jeunesse et formation
Née le 29 novembre 1832, Louisa May Alcott est la seconde des quatre filles d'Amos Bronson Alcott et d'Abby May Alcott. L'aînée, née en 1831, est Anna Bronson (en), les cadettes sont Elizabeth Sewall (en), née en 1835, et Abby May, née en 1840,.

#### Le couple Alcott

##### Le mariage
À partir de 1828, Amos Bronson Alcott et Abby May commencent à se voir régulièrement et entretiennent une correspondance suivie. Ils se portent l'un à l'autre estime et admiration. Le 2 août 1828, ils se promettent l'un à l'autre. Mais si Abby May est sûre de ses sentiments, en revanche Amos Bronson Alcott est rongé par des incertitudes, il se demande si elle l'aime pour ce qu'il est et non pour ce qu'il représente pour elle. Leurs nombreux rendrez-vous effacent ses doutes. Ils partagent leurs vues, et finalement Amos Bronson Alcott et Abby May se marient le 23 mai 1830 à la King's Chapel de Boston, la cérémonie est présidée par le pasteur unitarien F. W. P. Greenwood (en),.

##### La vie familiale à Boston
Après leur mariage, Amos Bronson Alcott et Abby May Alcott passent une lune de miel passionnée durant l'été 1830. Joseph May leur verse un don de 2 000 $. Pendant cet été 1830, Amos Bronson Alcott rédige un essai Observations on the Principles and Methods of Infant Instructiondans lequel il expose une pédagogie centrée sur l'enfant et par l'étude la psychologie de l'enfant, l'essai est publié à l'automne 1830. De retour de leur lune de miel, les époux Alcott habitent dans une pension de famille située dans la Franklin Street (Boston) (en) a proximité de l’école d'Amos Bronson Alcott. Pendant qu'Amos Bronson Alcott enseigne, Abby May Alcott n'a rien d'autre à faire que d'entretenir leur chambre la reléguant aux rôles convenus des femmes de son époque comme cela est exposé par le magazine Godey's Lady's Book. Et comme cela est fréquent Abby May Alcott devient neurasthénique et d'une santé fragile,.

##### Le départ pour Philadelphie

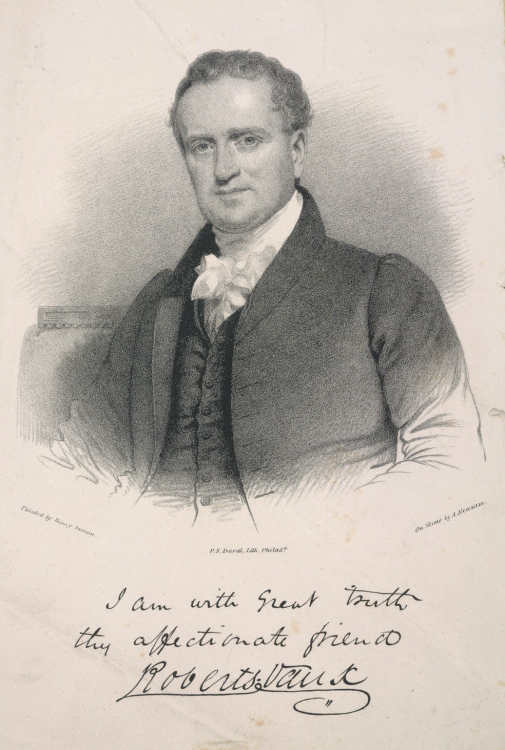
Portait de Robert Vaux.

Roberts Vaux (en) et de Reuben Haines III (en), deux quakers fortunés de Philadelphie, proposent à Amos Bronson Alcott de sponsoriser son école s'il accepte de s'installer à Philadelphie plus précisément à Germantown dans la banlieue de Philadelphie. Le 14 décembre 1830, Amos Bronson Alcott et Abby May Alcott, enceinte, s'embarquent à bord d'un bateau à vapeur pour faire le voyage de Boston à Philadelphie,.

##### L'école de Germantown
Amos Bronson Alcott commence à enseigner en janvier 1831. Il applique sa pédagogie comme à Cheshire, les élèves, surpris, se défient et ne montrent aucune volonté à s'impliquer dans sa pédagogie. Un de ses anciens élèves, Charles Godfrey Leland écrit à son sujet « c'est l'homme le plus excentrique que je n'ai jamais vu prétendre enseigner et former de jeunes esprits [...] il n'enseignait pas au sens courant du terme [...] il avait toujours sa conception d'un monde idéal à la bouche. Toutes les nouvelles théories, spéculations, fadaises formulées par le clergé de l'unitarisme trouvaient un écho dans sa cervelle rêveuse et s'empressait de les diffuser auprès de ses élèves ». Il ne comprend pas ses élèves et se plaint, poursuit Charles Leland, « Son imagination nourrie par des contes, des romances et autres récits épiques a pris le contrôle de son intelligence prête à adopter les pires fadaises. Il se plaint de ne pouvoir transmettre ses conceptions éthiques et esthétiques à ses élèves... Il ne pouvait les comprendre ».

#### La naissance d'Anna Bronson Alcott
Le 16 mars 1831, naît Anna Bronson Alcott la première enfant du couple Alcott. Si pour Abby May Alcott la maternité est un moyen de sortir d'une vie de recluse, pour Amos Bronson Alcott  cette naissance est un objet d'étude, il va pouvoir appliquer les principes de son livre Observations on the Principles and Methods of Infant Instruction édité en 1830, un an avant la naissance de sa fille aînée. Il met sa fille dans des situations expérimentales pour étudier ses réactions émotionnelles. Conjointement, il développe des théories plus ou moins extravagantes sur la maternité. Si avec le temps Anna Bronson Alcott admire son père et devient sa fille préférée, en revanche Abby May Alcott s'oppose à l'éducation de ses enfants selon les méthodes de son mari.

#### Naissance de Louisa May Alcott
À la fin de l'année 1831, Reuben Haines meurt soudainement, avec sa disparition c'est également la fin de son soutien financier à l’école de Germantown qui doit fermer ses portes. La famille Alcott connait une période de précarité comme l'écrit Abby May Alcott à son frère Sam « nous arrivions à peine de quoi acheter du pain et le beurre ». Pendant cette période, Abby May Alcott est enceinte, elle accouche le 19 novembre 1832 de Louisa May Alcott sa seconde fille,,,.

#### Départ pour Boston

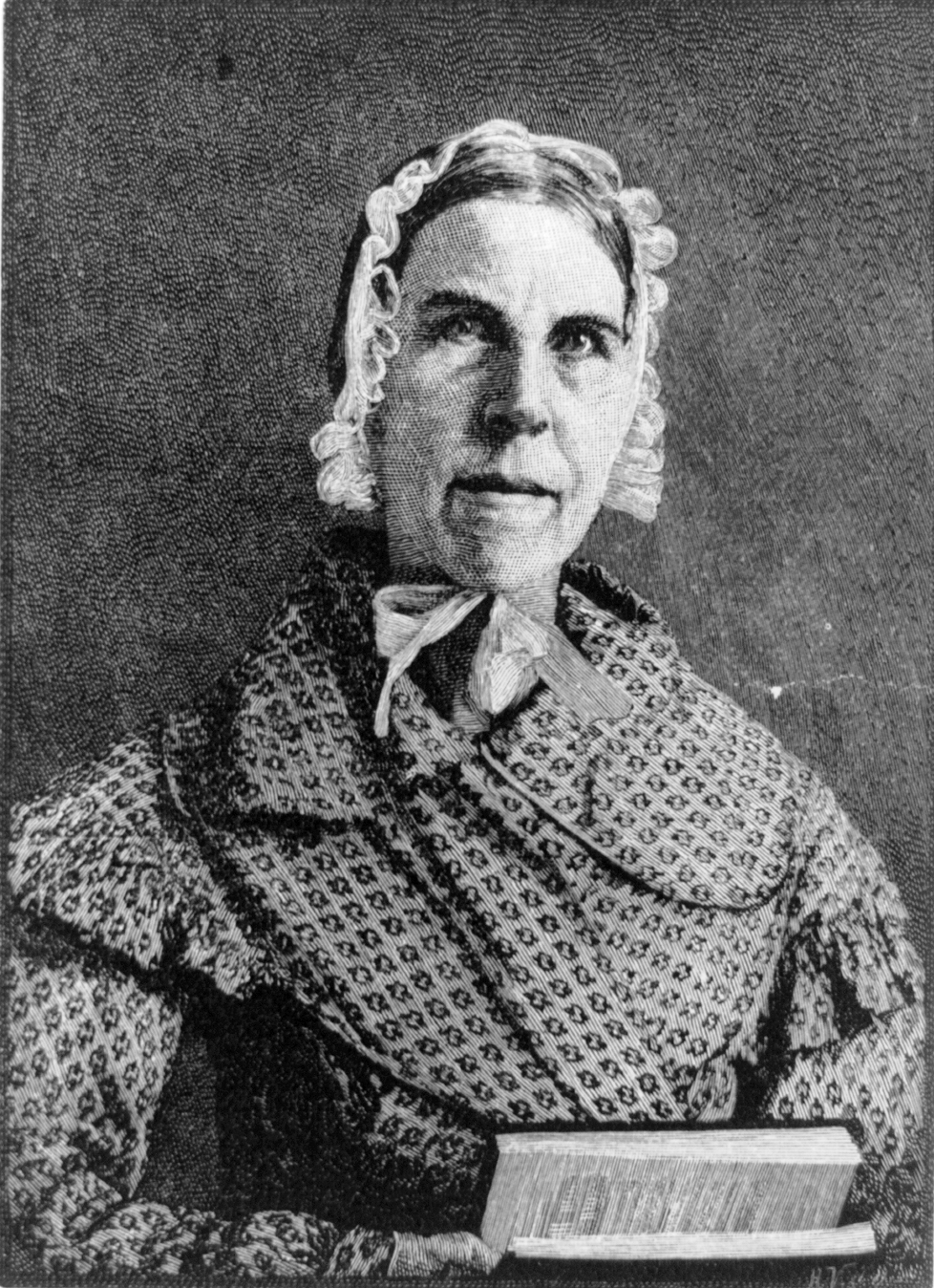
Photographie de Sarah Grimké.

Le 22 avril 1833, Amos Bronson Alcott ouvre une nouvelle école à Philadelphie pour une quinzaine d'élèves. Dès que la jeune Louisa May Alcott fait ses premiers pas, sa mère la confie une garderie d'enfants. Elle commence à assister à des réunions organisées par les quakers, elle y fait la connaissance de Lucretia Mott qui devient son amie, et adhère à la jeune Philadelphia Female Anti-Slavery Society (en) où elle rencontre Sarah et Angelina Grimké, par leurs témoignages, elle devient une fervente abolitionniste pendant que son mari et ses étudiants débattent autour de Platon, Aristote, Bacon et Kant. N'ayant plus l'appui financier de Robert Vaux, Amos Bronson Alcott, ferme son école en juillet 1834 et décide partir pour Boston, ville selon lui plus réceptive à sa pédagogie. La famille Alcott s'embarque pour Boston dans des conditions difficiles Abby May Alcott est enceinte et leurs deux filles sont malades,,.

#### La Temple School

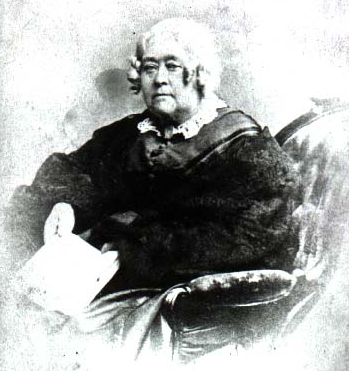
Portrait photographique de Elizabeth Peabody.

La famille Alcott loge sur la Bedford Street de Boston, à proximité. Sur la Temple Place se dresse un temple maçonnique. Amos Bronson Alcott, avec l'aide d'Elizabeth Peabody, une de ses correspondantes, est autorisé à établir dans les sous-sols la Temple School (Boston) (en). Grâce à Elizabeth Peabody et une de ses amies, Elizabeth Lewis, des parents de montrent intéressés par le fonctionnement de cette nouvelle école, qui le 22 septembre 1834 peut commencer ses cours avec quatre jeunes filles comme élèves. Au bout d'une année, en enseignant cinq heures par jour, Amos Bronson Alcott s'assure un revenu annuel de 1 800 $. En juillet 1835, Amos Bronson Alcott et Elizabeth Peabody publient The Record of a School qui est un compte rendu des activités et des résultats obtenus à Temple School, cet ouvrage attire l'attention de personnes appartenant au transcendantalisme qui viennent visiter cet établissement et sont en admiration en écoutant les longs débats autour de thèmes éthiques,.

#### Années de formation

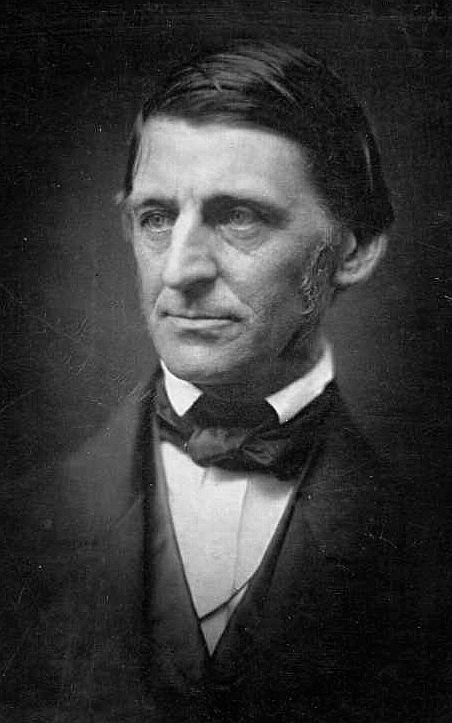
Ralph Waldo Emerson.

##### Une famille maternelle illustre
La formation de Louisa May Alcott ne suit pas un parcours ordinaire, dans un premier temps, elle suit des cours par intermittence à la Temple School, un jour, Ralph Waldo Emerson se présente à l'école, elle est marquée par sa personnalité. Sa mère lui inculque, comme à ses autres filles, trois principes : maîtrise-toi, aime ton prochain et garde l'espoir et occupe-toi. Dès ses quatre ans, la jeune Louisa May Alcott suit ces principes. Dès ses sept ans, comme sa mère, elle apprend à partager avec les enfants plus pauvres qu'elle. À la différence de ses sœurs, par son côté aventureux elle est réputée comme étant un garçon manqué. Sa mère lui fait découvrir ses parents comme le colonel Joseph May. Lors d'une visite chez sa grand-tante maternelle, Dorothy Hancock, elle apprend que cette dernière eut pour époux John Hancock, l'un des signataires de la Déclaration d'indépendance des États-Unis et qu'il fut le premier gouverneur de l’État du Massachusetts. Louisa May Alcott est impressionnée par cette maîtresse femme dont elle garde un souvenir durable.

##### L'abolitionniste précoce
À ses sept ans, Louisa May Alcott est marquée par un épisode, une personne frappe à la porte de la cuisine, elle ouvre et découvre un visage noir  au regard apeuré, vite elle referme la porte après l'avoir fait entrer et avertit sa mère. Cette dernière lui explique qu'il s'agit d'un esclave qui a fui une plantation du Sud  et qui demande un abri avant de reprendre la route vers le Canada où il sera libre. Sa mère fait ce qu'il faut pour répondre à l'urgence de cet homme et demande à sa fille de ne rien dire à ce sujet, car elle risquerait des poursuites judiciaires. Cet événement fait naître en elle un fort sentiment d'abolitionnisme, renforcé par des échanges avec son père.

##### La vie à Concord

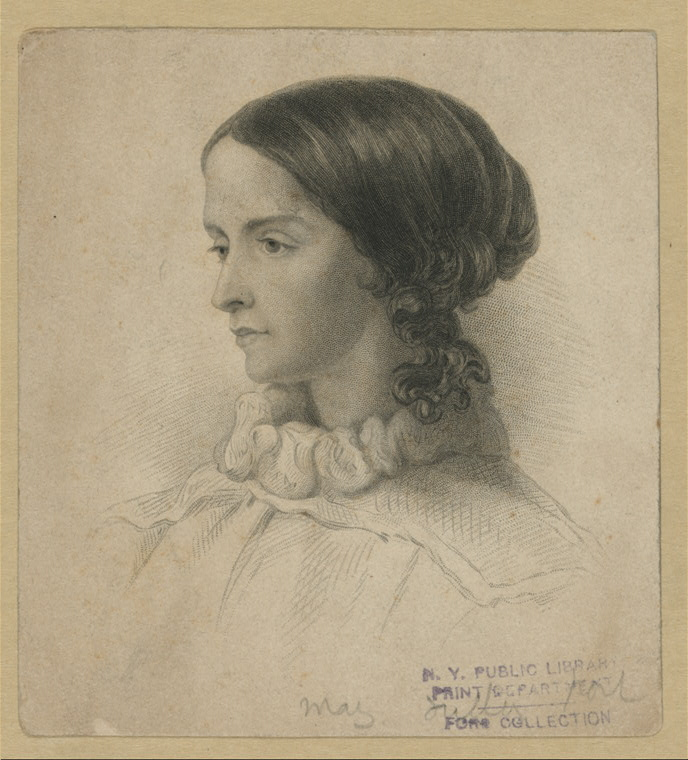
Margaret Fuller.

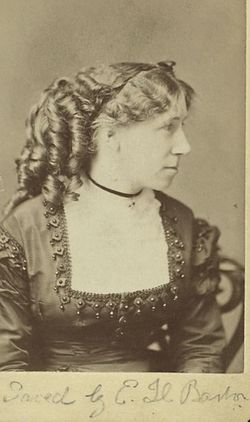
Abigail May Alcott Nieriker.

En avril 1840, grâce à l'appui de Ralph Waldo Emerson, Amos Bronson Alcott peut louer auprès de Edmund Hosmer un cottage dans la ville de Concord, à une trentaine de kilomètres de Boston, pour un loyer annuel de 52 $. Selon Louisa May Alcott, la vie à Concord fait partie de ses meilleurs moments de bonheur. Alors qu'elle n'est âgée que de sept ans et demi, elle commence à rédiger un cahier de souvenirs. La vie à Concord est différente de la vie industrieuse et bruyante de Boston. C'est une bourgade campagnarde à proximité de la rivière Concord. Le cottage où habite la famille Alcott est doté d'un jardin, de quatre grandes pièces et surtout donne sur de grands espaces où la jeune Louisa May Alcott peut courir, s'ébattre et musarder à son aise. Les filles Alcott se font rapidement des camarades de jeu, plus spécialement avec la fille de leur propriétaire Lydia Hosmer. Louisa May Alcott a également pour camarade le fils d'Edmund Hosner, Cy Hosner, ce dernier lui lance régulièrement des défis qu'elle relève et réussit, d'où elle se fait une réputation de garçon manqué. Parmi les personnalités qui se rendent à Concord, il y a la venue de Margaret Fuller, écrivaine et directrice de la revue littéraire The Dial (en), de cette rencontre Louisa May Alcott retient que les femmes peuvent être indépendantes et libres d'exprimer leurs pensées,,.
Le 26 juillet 1840 naît sa sœur Abigail May Alcott connue sous le nom de Abigail May Alcott Nieriker,.
Louisa May Alcott à ses huit ans, écrit son premier poème To the First Robin,.

##### Premières leçons scolaires
Louisa May Alcott ne suit pas une scolarité ordinaire. C'est son père qui lui apprend à lire et écrire, puis elle bénéficie d'une préceptrice, Miss Russel, une disciple de Ralph Waldo Emerson, Puis de leçons données ponctuellement par Henry David Thoreau lors de promenades dans la nature environnante.

##### La communauté de Fruitlands

###### En quête d'un nouvel Eden

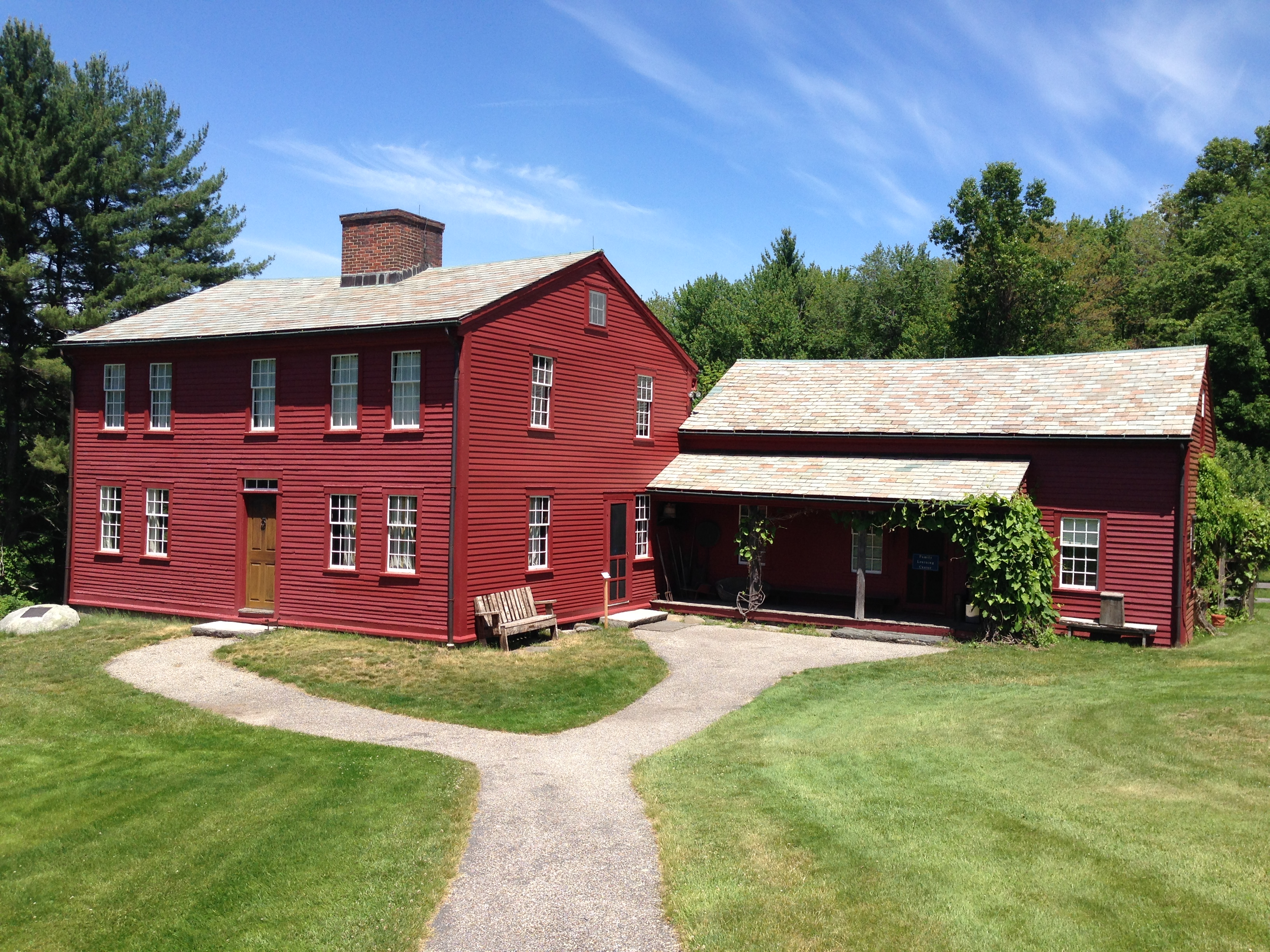
La maison de la famille Alcott à Fruitlands

En mai 1840, Amos Bronson Alcott est invité à se rendre au Royaume-Uni où une école porte son nom « The Alcott House », son ami Ralph Waldo Emerson lui paye les frais du voyage. Après six mois en Angleterre, il retourne aux États-Unis accompagné de trois britanniques Charles Lane (transcendentalist) (en) de son fils William Lane et de Henry Wright, ce groupe a l'intention de fonder une communauté autarcique où chaque membre en plus du travail agricole étudierait les grands philosophes, se purifierait le corps par un régime végétarien. Ils commencent à appliquer ces règles de vie sur les enfants d'Amos Bronson Alcott, ils doivent se nourrir de pommes, de pain, de pommes de terre crues et d’eau. De son côté Charles Lane s'occupe de l'éducation des filles Alcott et restreignent leur temps libre. Louisa May Alcott écrit dans son journal intime « je suis presque au bord de la suffocation, par cette atmosphère de restriction et de redressement ». Dans quête de ce qu'Amos Bronson Alcott et Charles Lane nomment un « nouvel Eden » ils trouvent l'endroit qui leur convient, ils achètent une ferme avec une terre d'une surface de 100 acres à proximité de la ville de Harvard dans le Massachusetts. Le 1er juin 1843, les familles Alcott et Lane quittent Concord pour cette ferme rebaptisée « Fruitlands » par Amos Bronson Alcott,.

###### La vie à Fruitlands

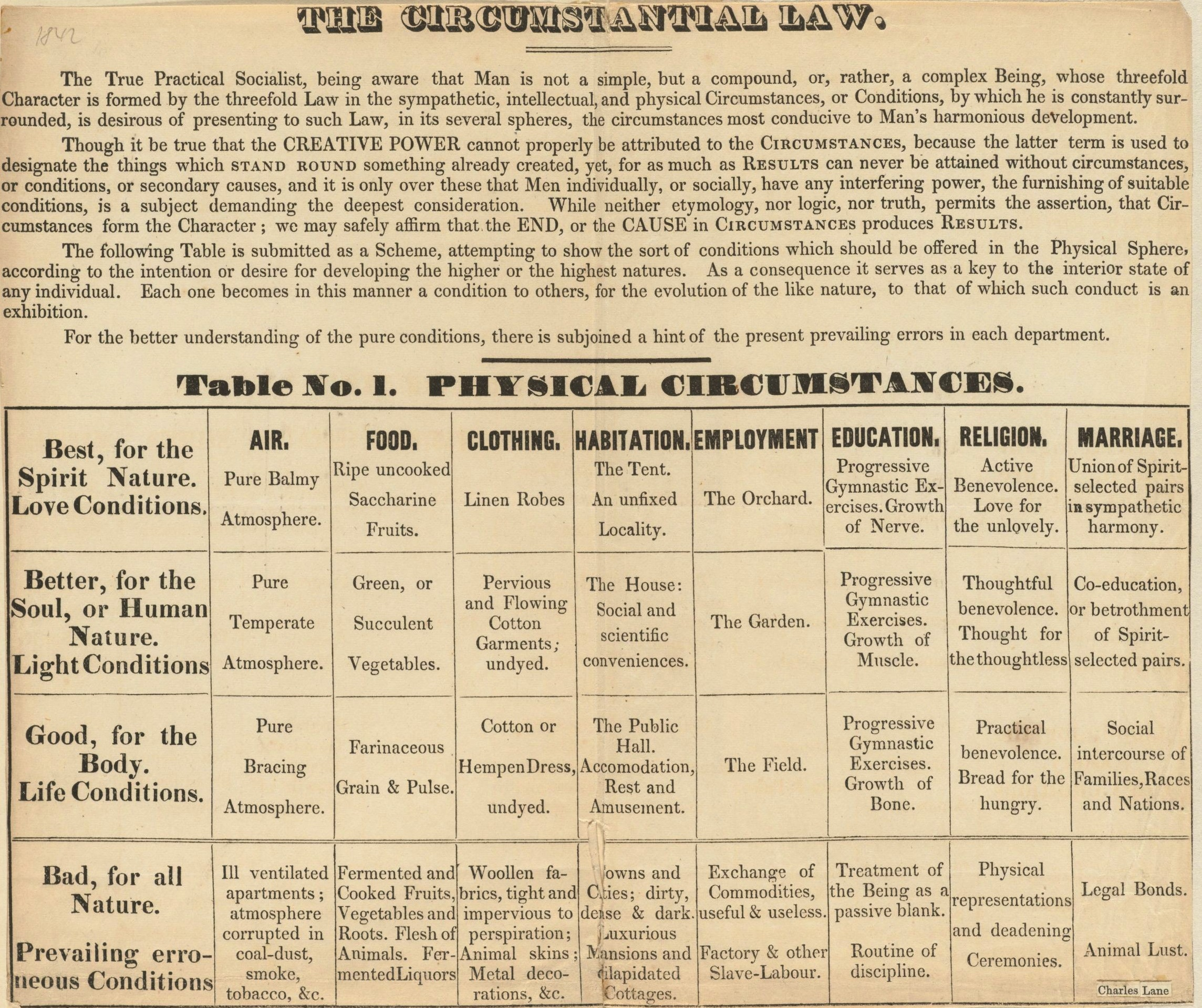
Les règles de vie de la communauté de Fruitlands.

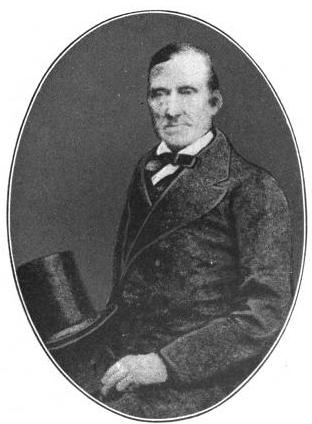
Charles Lane.

La communauté de Fruitlands (transcendental center) (en) ou « Consociate Brotherhood », « Consociate Family » compte 16 membres qui suivent un régime alimentaire strictement végétarien prohibant en plus de la viande, les produits laitiers et les œufs. La seule boisson autorisée est l'eau, même le thé et le café sont interdits. Ces règles s'appliquent également aux vêtements, le coton qui vient du travail des esclaves, la laine qui vient des moutons, la soie produite par des vers sont proscrits, seul le lin est autorisé,,.
Les membres de la communauté sont astreints à un emploi du temps strict qui commence dès le petit matin par un bain d'eau froide.
Selon son journal intime, Louisa May Alcott n'apprécie guère l'enseignement donné à Fruitland. Elle profite du moindre de ses temps libres soit pour gambader dans les champs alentour, soit pour lire, à ses dix ans elle lit des nouvelles de Charles Dickens et Le Vicaire de Wakefield  d'Oliver Goldsmith. Pour le reste, elle s'accommode des excentricités de son père et des membres de la communauté,.

###### Crise et fin de Fruitlands
Dès le mois d'octobre 1843, des tensions touchent la famille Alcott. Abby May Alcott a le sentiment de sacrifier ses filles et leur avenir sur l'autel des règles édictées par Charles Lane et ne se prive plus d'exprimer ses désaccords auprès de son mari Amos Bronson Alcott. Pour résoudre ce conflit, Charles Lane exhorte Amos Bronson Alcott de quitter sa famille et rejoindre avec lui une communauté de Shakers proche de Fruitlands. Amos Bronson Alcott se rend à cette communauté, Louisa May Alcott et ses sœurs sont affligées par la perspective d'une séparation. En décembre 1843, Abby May Alcott met son mari face à un choix, soit partir avec Charles Lane, soit rester avec sa famille, il choisit sa famille. En janvier 1844, Charles et William Lane quittent Fruitlands pour rejoindre les Shakers, pendant que la famille Alcott fait ses bagages pour s'installer dans une communauté à Still River, Massachusetts (en),,.

##### La vie à Hillside

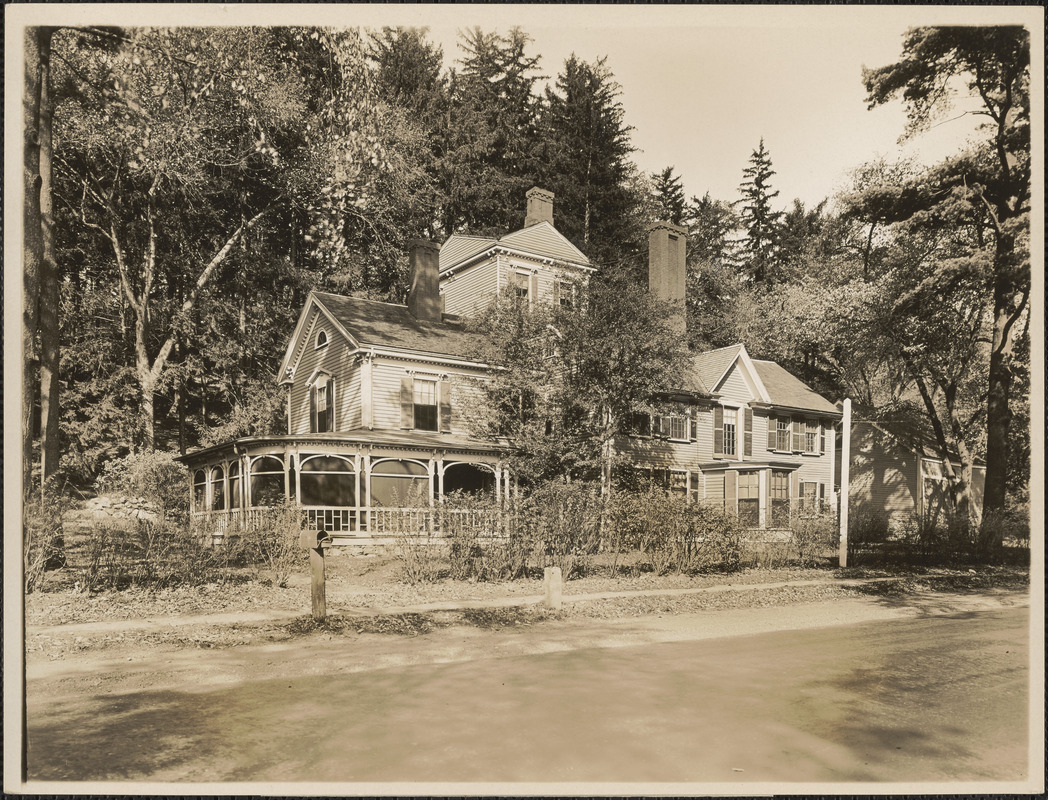
La résidence Hillside à Concord.

Grâce à l'héritage du père d'Abby May Alcott d'un montant de 1 000 $ et d'un don de Ralph Waldo Emerson d'un montant de 500 $, les Alcott peuvent acheter une maison à Concord à proximité de la résidence de Ralph Waldo Emerson. Aidés par le poète William Ellery Channing, ils y emménagent le 14 novembre 1844 et baptise leur nouvelle demeure  « Hillside ». Louisa May Alcott réalise un rêve, elle possède une chambre personnelle. Amos Bronson Alcott, Ralph Waldo Emerson et William Ellery Channing, ont le projet de faire de Concord, un centre intellectuel,,.

###### Adolescence et les débuts d'écriture
Louisa May Alcott et Ellen Emerson, la fille de Ralph Waldo Emerson, deviennent des amies, elles improvisent des histoires et des contes ayant pour cadre les fleurs et les oiseaux et inspirés par leur lectures des récits de Henry David Thoreau. Pendant son adolescence, Louisa May Alcott a pour livres préférés Consuelo de George Sand, Oliver Twist de Charles Dickens et Le Voyage du pèlerin de John Bunyan mais aussi les livres de Walter Scott, de Fennimore Cooper, de Nathaniel Hawthorne et le théâtre de Shakespeare ; grâce à Ralph Waldo Emerson elle se passionne pour l'œuvre de Goethe et la littérature romantique allemand. Elle écrit des poèmes, des nouvelles, des pièces de théâtre et à ses 17 ans, elle rédige son premier roman The Inheritance, que l'on croyait perdu, on ne sait s'il a été publié de son vivant mais son manuscrit est découvert par deux chercheurs de l'université Harvard et est édité  en 1997 aux éditions Dutton Books,,,.

###### Confiance en soi
En mars 1846, Louisa May Alcott écrit dans son journal intime « J'ai enfin ma chambre que j'ai attendue depuis si longtemps [...] mon nécessaire de couture et de tricotage ainsi que mon bureau sont face à ma fenêtre, mon armoire est parfumée par des herbes séchées, la porte donne sur le jardin qui est si beau en été et par laquelle je peux m'enfuir à travers bois ». Plus loin elle affirme que certes, elle est aussi sauvage que déroutante mais elle se moque de ce que les gens pensent d'elle, elle sait qu'elle a l'appui de sa mère qui lui a dit en lisant ses premiers poèmes qu'elle deviendra un nouveau Shakespeare, sa décision est prise, sa voie est celle de l'écriture.

##### Retour à Boston
Au printemps 1848, alors que les Alcott sont au bord de la ruine, il est proposé à Amos Bronson Alcott et Abby May Alcott la gestion d'une station thermale à Waterford dans le Maine, Amos Bronson Alcott refuse le poste sous le prétexte qu'il ne peut accepter un statut de salarié. Furieuse, Abby May Alcott quitte son mari pour travailler au sein de cette station. Au bout de trois mois, elle ne supporte plus d'être éloignée de ses enfants et retourne à Concord en octobre 1848. apprenant cela, les tantes d'Abby May Alcott passent à l'action, elles exercent toute leur influence pour sortir leur nièce et ses enfants des lubies d'Amos Bronson Alcott, leur but se réalise, le 17 novembre 1848, la famille Alcott prennent le train pour Boston. la ville natale d'Abby May Alcott. Louisa May Alcott, qui va sur ses 16 ans, sait qu'elle va devoir travailler pour subvenir aux besoins de sa famille,,.

### Carrière

#### Les débuts de la vie littéraire

##### La vie à la Dedham Street
La famille Alcott s'installe dans un appartement sis à la Dedham Street de Boston. Amos Bronson Alcott loue une pièce sur la West Street où il peut donner des cours et des conférences. Abby May Alcott est embauchée par un groupe de femmes philanthropes pour visiter les pauvres du South End, sa mission consiste à évaluer les besoins des familles et les réponses à leur donner, elle touche un salaire mensuel de 30 $. De son côté  Anna Alcott est gouvernante auprès de parents de sa mère, enfin Louisa May Alcott accompagne régulièrement Abby May Alcott qui donne des cours pour apprendre à lire et écrire auprès des Afro-Américains de Boston.

##### Publication de ses premières œuvres

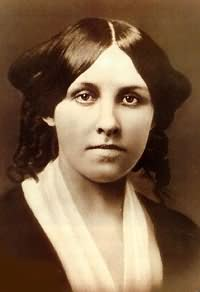
Photographie de Louisa May Alcott prise vers 1852.

Durant l'hiver 1849 / 1850, afin de se rapprocher du lieu de travail d'Abby May Alcott, la famille Alcott s’installe dans un appartement sis au 12 de la Groton Street. C'est en 1850 que Louisa May Alcott publie sa première nouvelle The Rival Painters par le magazine The Olive Branch, elle touche la somme de 5 $. En 1851, son poème Sunlight est publié par le Peterson's Magazine (en) sous le pseudonyme de Flora Fairfield, et en 1852, sa nouvelle A Masked Marriage est publiée par la revue Dodge's Literary Museum qui lui verse la somme de 10 $. Parallèlement, elle travaille comme dame de compagnie d'un couple de personnes âgées et comme femme de ménage faisant des tâches de couture, de repassage, de blanchissage,.
En 1854, Louisa May Alcott rassemble des contes écrits lors de ses 16 ans pour Ellen Emerson en un recueil de nouvelles, elle dépose le manuscrit  auprès de la maison d'édition George W. Briggs, son manuscrit est acheté 35 $, il parait sous le titre de Flower Fables, est tiré à 1 600 exemplaires et sort le 6 décembre 1854, juste avant les fêtes de Noël. La recension est favorable, la critique du Boston Evening Transcript (en) écrit qu'il s'agit du plus beau livre de contes de fées jamais paru depuis fort longtemps,,.

#### Walpole

##### La vie culturelle
En juin 1855, la famille Alcott part pour la ville de Walpole dans l'État du New Hampshire. La ville de Walpole est une ville d'artistes. Anna et Louisa May Alcott entrent dans la troupe de théâtre locale. Pour gagner leur vie, Anna Alcott est professeure à Syracuse dans l'État de New York tandis que Louisa May Alcott publie régulièrement des nouvelles pour la Saturday Evening Gazette, qui lui verse 20 $ pour chacune et écrit diverses recensions de livres ainsi que l'adaptation d'une pièce de théâtre The Rival Prima Donnas. Deux fois par semaine, elle se rend à Boston pour assister à des pièces de théâtre où elle pu rencontrer le tragédien Edwin Forrest,,.

##### Une tragédie

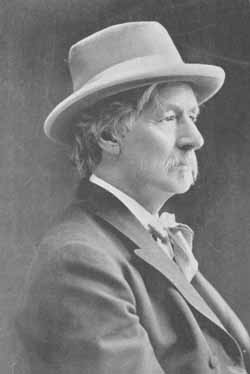
Franklin Benjamin Sanborn.

En 1856, Abby May Alcott et sa sœur Elizabeth Sewall Alcott dite « Lizzie » contractent la scarlatine. Si Abby May s'en remet, en revanche Lizzie doit faire face à des éruptions cutanées et à de violentes fièvres, son état s'affaiblit de jour en jour. Louisa May Alcott se rend régulièrement à son chevet. À partir de l'hiver 1857, par manque de traitement médical à l'époque, les médecins préviennent la famille à s'attendre au décès de Lizzie. Après deux années de lutte contre la maladie Lizzie meurt le matin du 14 mars 1858. Lors de ses funérailles, Ralph Waldo Emerson, Henry David Thoreau, John Bridge Pratt (en) et Franklin Benjamin Sanborn portent son cercueil jusqu'au cimetière. Louisa May Alcott a fait la connaissance de Franklin Benjamin Sanborn lors de représentations théâtrales à Boston,.

#### Orchard House

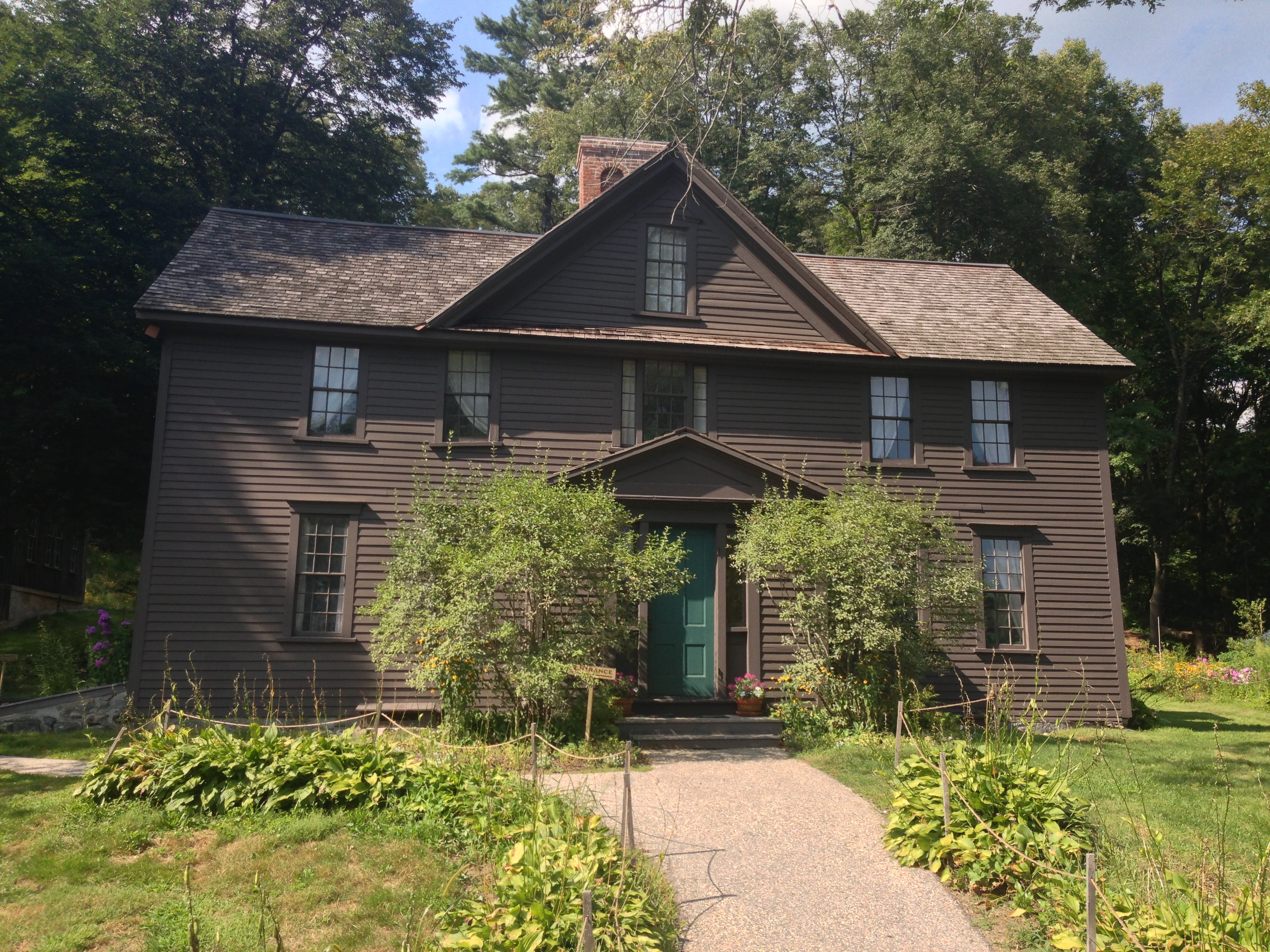
Orchard House.

En avril 1858, Louisa May Alcott et ses parents retournent à Concord où ils achètent une résidence qu'ils baptisent Orchard House (en), à proximité de leurs amis Ralph Waldo Emerson, Henry David Thoreau et Nathaniel Hawthorne. Bien que Louisa May Alcott possède sa propre chambre qu'elle surnomme « Apple Slump », elle loue une chambre à Boston pour se rapprocher de sa vie culturelle et fait des va et vient entre Boston et Concord.

##### Le capitaine John Brown

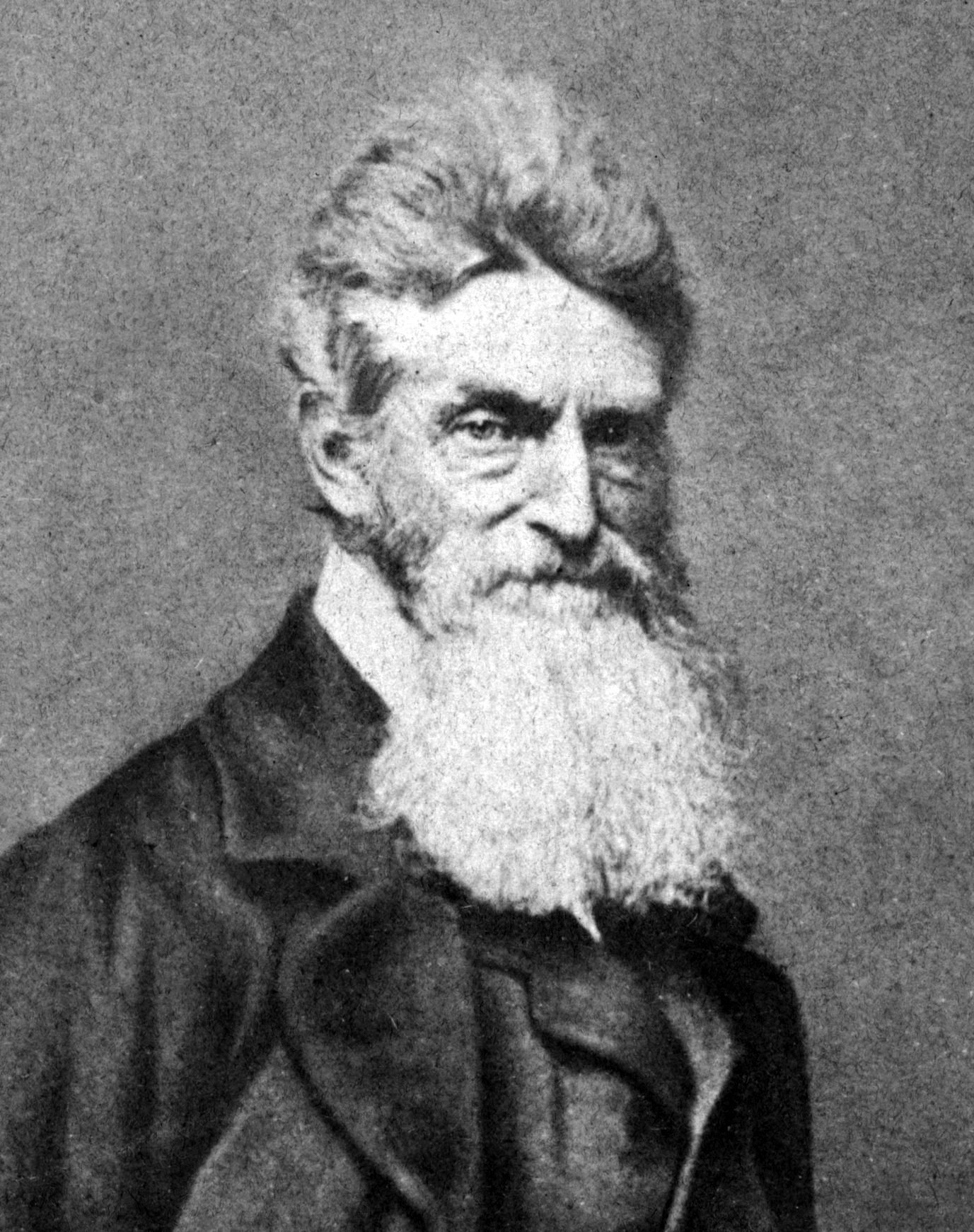
Photographie de John Brown prise en 1859.

Au mois de mai 1859, elle prolonge son séjour pour écouter l'abolitionniste John Brown qui donne une conférence à la mairie qui est un visionnaire comme son père et un fanatique comme Charles Lane. Quand John Brown est pendu en décembre 1859, Louisa May Alcott écrit à ce propos « C'est l'exécution de saint Jean le Juste » et compose un poème en sa mémoire With a Rose, That Bloomed on the Day of John Brown's Martyrdom. Le lendemain de l'annonce de sa pendaison, la ville de Concord organise une réunion en sa mémoire où Ralph Waldo Emerson et Henry David Thoreau prennent la parole,.

##### Un mariage
John Bridge Pratt un proche de la famille Alcott et Anna Bronson Alcott tombent amoureux l'un de l'autre et annoncent leur désir de s'épouser. La cérémonie de leur mariage a lieu le 23 mai 1860, y sont présents les membres des familles Alcott, Pratt et Emerson, Henry David Thoreau, Franklin Benjamin Sanborn et Elizabeth Peabody. Les honoraires versés à Louisa May Alcott par la revue Atlantic au titre de deux de ses nouvelles Love and Self Love et A Modern Cinderella permettent de financer les frais des noces. Anna Bronson Alcott est la première des sœurs Alcott à se marier,,.

#### La guerre de Sécession (1861-1865)

##### Le contexte
Les conflits entre le Nord et le Sud grandissent notamment au sujet de la question de l'esclavage. Les Américains du nord veulent abolir l'esclavage qui est pour les Américains du sud la clé de voûte de leur économie fondée sur les plantations. La Caroline du Nord est l'État le plus en pointe pour défendre l'esclavage et en 1860 menace de faire sécession, si des lois abolissant l'esclavage sont votées. Après la victoire d'Abraham Lincoln à l'élection présidentielle américaine de 1860, la Caroline du Nord met ses menaces en exécution et déclare officiellement qu'elle fait sécession et enjoint les autres États du Sud de la rejoindre pour former un nouveau pays les États confédérés d'Amérique. Le 15 avril 1861, après le bombardement de Fort Sumter par l'armée des États confédérés, débute la guerre de Sécession. La première bataille opposant les forces de l'Union Army à celles de l'armée des États confédérés a lieu à Manassas en Virginie. Dans l'entourage de Louisa May Alcott, on pense que la guerre sera courte, que l'esclavage sera aboli et que les Américains seront à nouveau réunis dans une nouvelle concorde,,.

##### Activités littéraires (1859-1865)

###### LesBlood and Thunder Tales
Pendant les années précédant la guerre de Sécession, Louisa May Alcott publie des livres alimentaires pour assurer les besoins de sa famille, notamment des romans policiers ou Blood and Thunder Tales sous le pseudonyme d'A.M. Barnard. Personne dans sa famille ne sait qu'elle se cache derrière ce nom de plume, ce n'est que dans années 1940 que les critiques littéraires Madeleine B. Stern (en) et Leona Rostenberg (en) ont mis en évidence que Louisa May Alcott était l'auteure des écrits d'A.M. Barnard,.
Parmi les Blood and Thunder Tales de cette époque il y a Abbot' Ghost's.

###### Le romanMoods
Louisa May Alcott travaille sur son roman Moods quand éclate la guerre de Sécession, elle laisse en suspens le manuscrit qui est finalisé en 1864.

###### La célébration de la  mort de Henry David Thoreau
Quand Henry David Thoreau meurt des suites de la tuberculose le 6 mai 1862, Louisa May Alcott rédige un poème Thoreau's flute, qui est publié dans le numéro de septembre 1863 du mensuel The Atlantic,.

##### L’infirmière

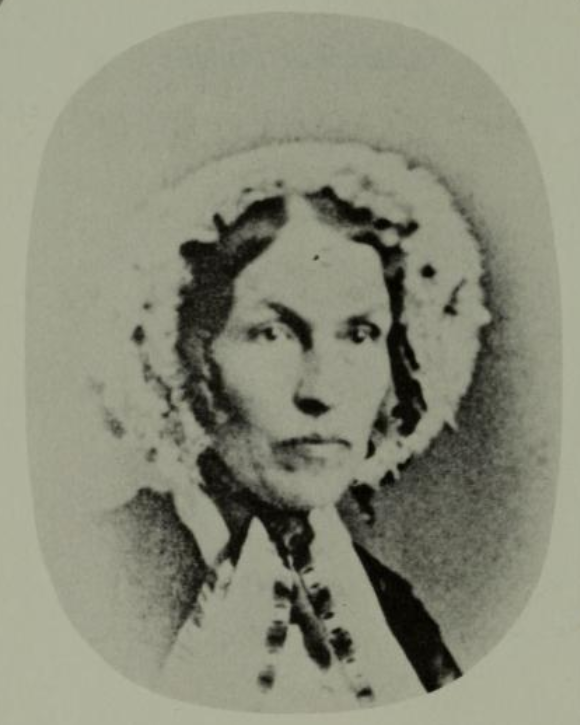
Hannah Ropes.

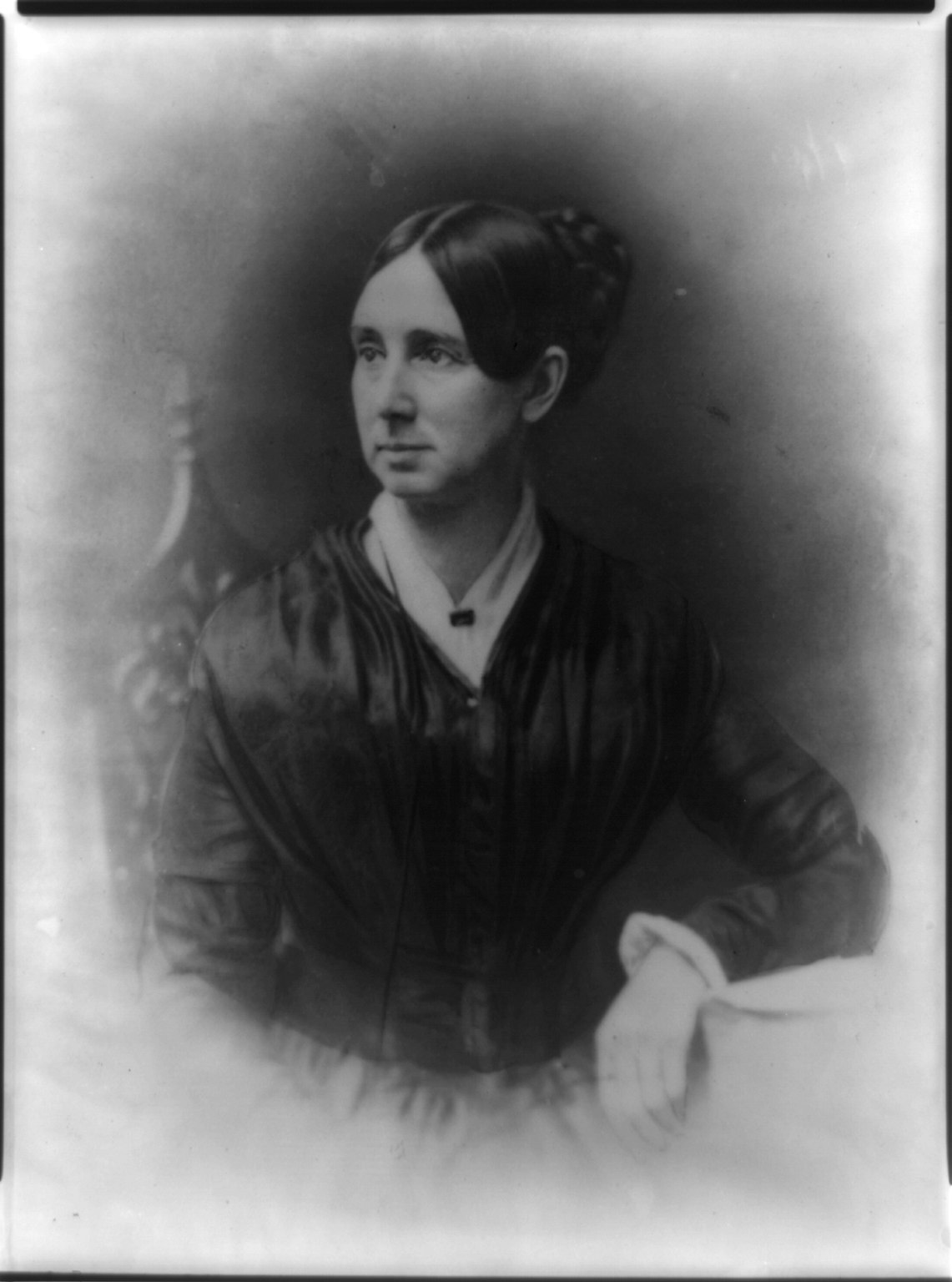
Photographie de Dorothea Dix.

Dès le mois d'avril 1861, Louisa May Alcott souhaite participer au conflit aux côtés des forces de l'Union Army, « J'aimerais être un homme ! Comme je ne peux pas combattre, je me contenterai de travailler auprès de ceux qui le peuvent ! ». Après la bataille de Manassas, il est constaté que cette guerre est coûteuse en perte d'hommes, de blessés et de mutilés. Très vite les services de santé de l'armée sont débordés et réclament la formation et le recrutement de personnels de santé. Sous l'impulsion de Dorothea Dix, nommée surintendante des infirmières de guerre et de Clara Barton, la fondatrice de la Croix-Rouge américaine, de nombreuses écoles de soins infirmiers sont ouverts. Louisa May Alcott répond à ce besoin et pose sa candidature comme infirmière auprès de l’hôpital militaire de Washington (district de Columbia) qui a besoin de personnes pour prendre soin des soldats blessés,,.
Le 12 décembre 1862, Louisa May Alcott reçoit un message pour qu'elle se présente à l’hôpital militaire de Washington où elle sera accueillie par Hannah Ropes (en), l'infirmière chef. Immédiatement elle fait ses bagages avec sous le bras le livre de Florence Nightingale Notes on Nursing et elle prend le train. Quand elle arrive, le 14 décembre 1862, c'est le lendemain de la bataille de Fredericksburg, une longue file de chariots ambulanciers apporte les nombreux soldats blessés, elle est saisie d'un moment d'effroi, avant de se reprendre et d’accomplir sa mission,.

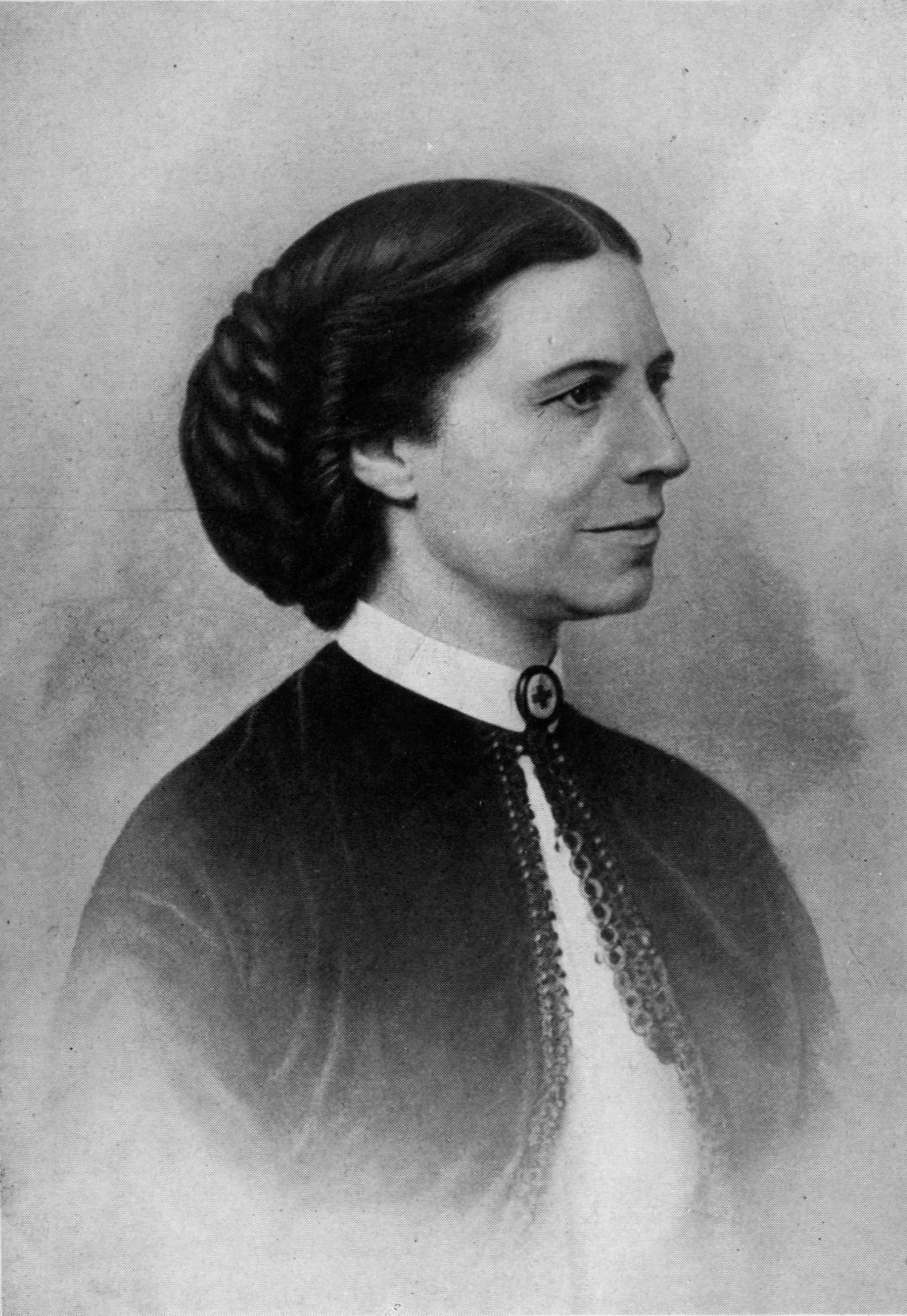
Clara Barton.

Les conditions de travail au sein de l'hôpital sont contraires aux règles d'hygiène sanitaire, l'air y est vicié, les murs sont sales, le sol est insalubre, l'eau est polluée. Les salles ne sont pas assez nombreuses, des blessés s'empilent dans les couloirs, par manque d’anesthésique des amputations se font à vif. Le manque d’hygiène fait pratiquement autant de morts que les batailles. Louisa May Alcott, traumatisée fait des cauchemars nocturnes. Au bout de trois semaines, elle tombe gravement malade, les médecins diagnostiquent une pneumonie qui dégénère en fièvre typhoïde. Le 21 janvier 1863, Dorothea Dix, la libère de ses obligations, elle retourne chez elle à Orchard House. Certes sa présence à l'hôpital n'a duré que 40 jours, mais elle en sort traumatisée, malade, elle ne retrouvera pas la santé dont elle jouissait auparavant, faisant d'elle une victime de guerre,,,.

##### Convalescence et reprise de la vie littéraire
Pendant sa convalescence, Louisa May Alcott sombre pendant trois semaines dans une période d'inconscience, peuplée de cauchemars. Elle est incapable de se lever. Il faut attendre le 22 mars 1863 pour qu'elle puisse se lever et quitter sa chambre.

###### Hospital Sketches
Après le succès de son roman policier Pauline's Passion and Punishment, son ami, Franklin Benjamin Sanborn, devenu le directeur du magazine The Commonwealth of Boston, lui demande de publier les diverses lettres qu'elle a écrites durant son séjour à l’hôpital militaire de Washington. Louisa May Alcott reprend ses lettres pour en faire trois récits qui paraissent sous le titre de Hospital Sketches à la fin du printemps 1863 sous le nom de plume de Tribulation Periwinkle ; à sa grande surprise, Hospital Sketches connait un succès immédiat et bénéficie d'un critique positive. Du premier au trois juillet 1863 se déroule la sanglante bataille de Gettysburg à laquelle ont participé des volontaires de Concord, Louisa May Alcott reverse une partie des bénéfices de la vente de Hospital Sketches à une fondation des orphelins de guerre,,.

###### Moods
En 1864, elle finalise le manuscrit du roman Moods publié peu avant les fêtes de Noël 1864. Dès le nouvel an de l'année 1865, la première édition est épuisée, il faut rééditer  Moods, les libraires vendent le roman par centaines d'exemplaires.

##### La fin de la guerre
Le 9 avril 1865, après la bataille d'Appomattox, le général confédéré Robert E. Lee se rend au lieutenant-général Ulysses S. Grant, reddition qui est le prélude à la cessation des combats. Louisa May Alcott se rend à Boston pour célébrer la fin de la guerre de Sécession, fêtes assombries par l’assassinat du président Abraham Lincoln du 14 avril 1865.

#### Une croisière européenne
Ses revenus littéraires étant confortables, Louisa May Alcott envisage de réaliser un vieux rêve aller en Europe comme l'on fait de nombreux écrivains américains avant elle. Pour aller au-delà des barrières linguistiques, elle est accompagnée par Anna Weld qui connait l'allemand et le français et de son frère George Weld. Ils embarquent le 19 juillet 1865. Arrivés en Angleterre, le groupe visite Londres, l’abbaye de Westminster, puis en Belgique visiter les villes d’Ostende et de Bruxelles, de là ils partent pour l'Allemagne, après Cologne, ils font une croisière sur le Rhin. Puis ils rejoignent la Suisse, après Lausanne, ils font halte dans un hôtel de Vevey. George Weld les quitte pour Paris. Louisa May Alcott et Anna Weld font la connaissance de Ladislas Wisniewski, un jeune polonais de 18 ans qui a participé à l'insurrection de Janvier 1863 contre l'Empire russe, après son emprisonnement il a perdu ses biens et sa santé. Louisa May Alcott lui donne des leçons d'anglais et en retour le jeune Ladislas lui donne des leçons de français. Après ce séjour à Vevey les deux jeunes femmes partent pour Nice, Paris, Londres et en juillet 1866, elles s’embarquent pour rejoindre Boston,,.

#### Little Women

##### Une proposition

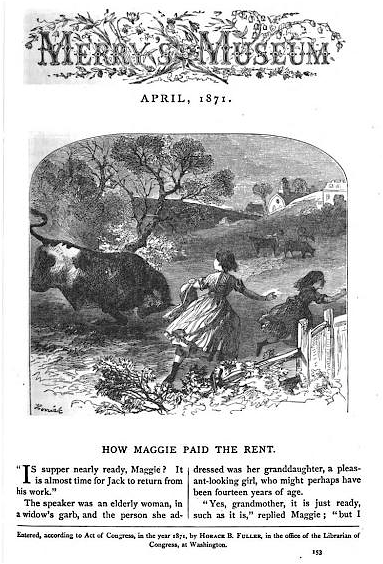
Couverture d'un numéro du Merry's Museum de 1871.

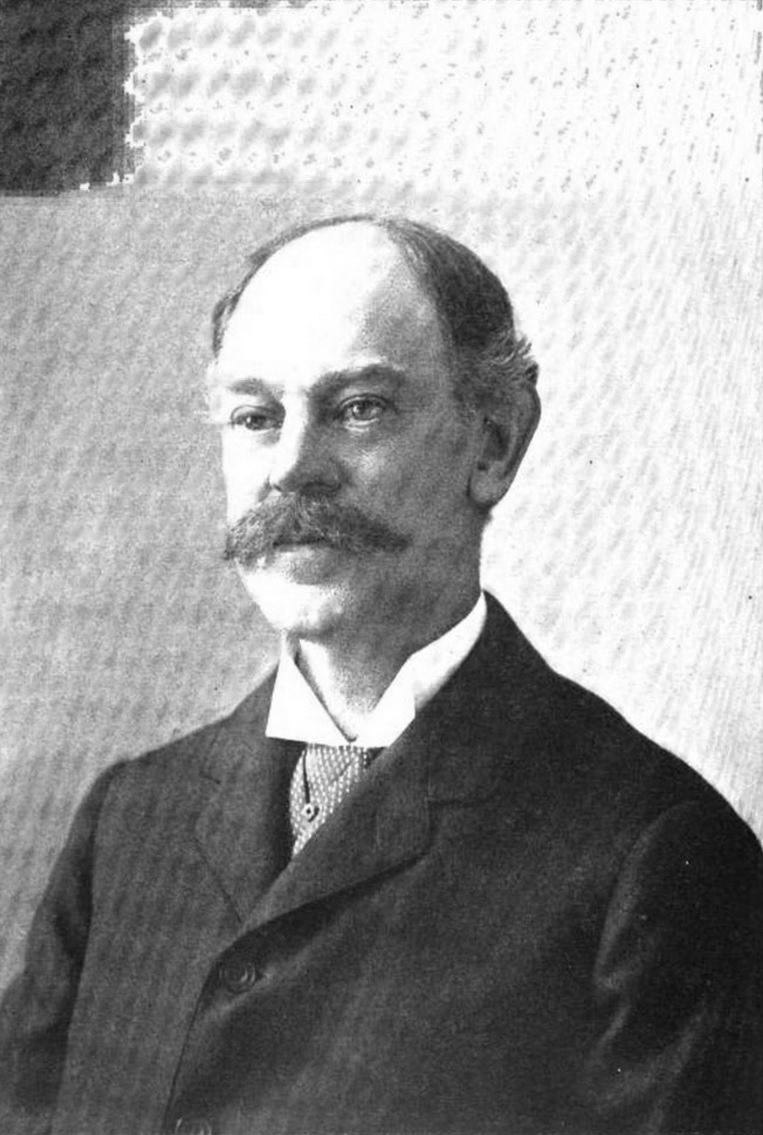
Horace William Fuller.

En septembre 1867, Thomas Niles, qui travaille au sein de la maison d'édition Roberts Brothers (en), cherche des auteurs qui puissent proposer des manuscrits de romans pour les jeunes filles, romans qui sortiraient des habituels livres édifiants ou des romans féeriques. Pour cela, il rend visite à Louisa May Alcott pour lui demander si elle pouvait écrire un roman de cette sorte ; cette dernière travaille en tant que directrice de rédaction pour le magazine Merry's Museum (en) dirigé par Horace Williams Fuller (en) situé à Boston et ne peut donc donner suite. Elle lui précise qu'elle ne fut pas une adolescente ordinaire et qu'elle préférerait écrire pour des adolescents, ses tentatives pour écrire des histoires pour les adolescentes n'ayant jamais été satisfaisantes d'après elle. Thomas Niles la quitte en lui demandant de réfléchir à sa proposition. Louisa May Alcott commence à réfléchir sur un roman qui aurait pour thème l'histoire de quatre sœurs allant de leur adolescence à l'âge adulte et narrant ce qu'elles y ont appris. Elle esquisse les personnages à partir de sa propre famille, qu'elle nomme la famille March ; ainsi, Anna devient Meg, Lizzie devient Beth, elle-même devient Jo et elle crée le personnage d'Amy d'après sa sœur cadette Abby May. La mère de la famille March, Marmee, est grandement inspirée de sa mère, Abby May. Quant au personnage de Laurie Lawrence, il est un mélange de Ladislas Wisniewski et d'un autre voisin (Alf Whitman),,.

##### Rédaction et publication

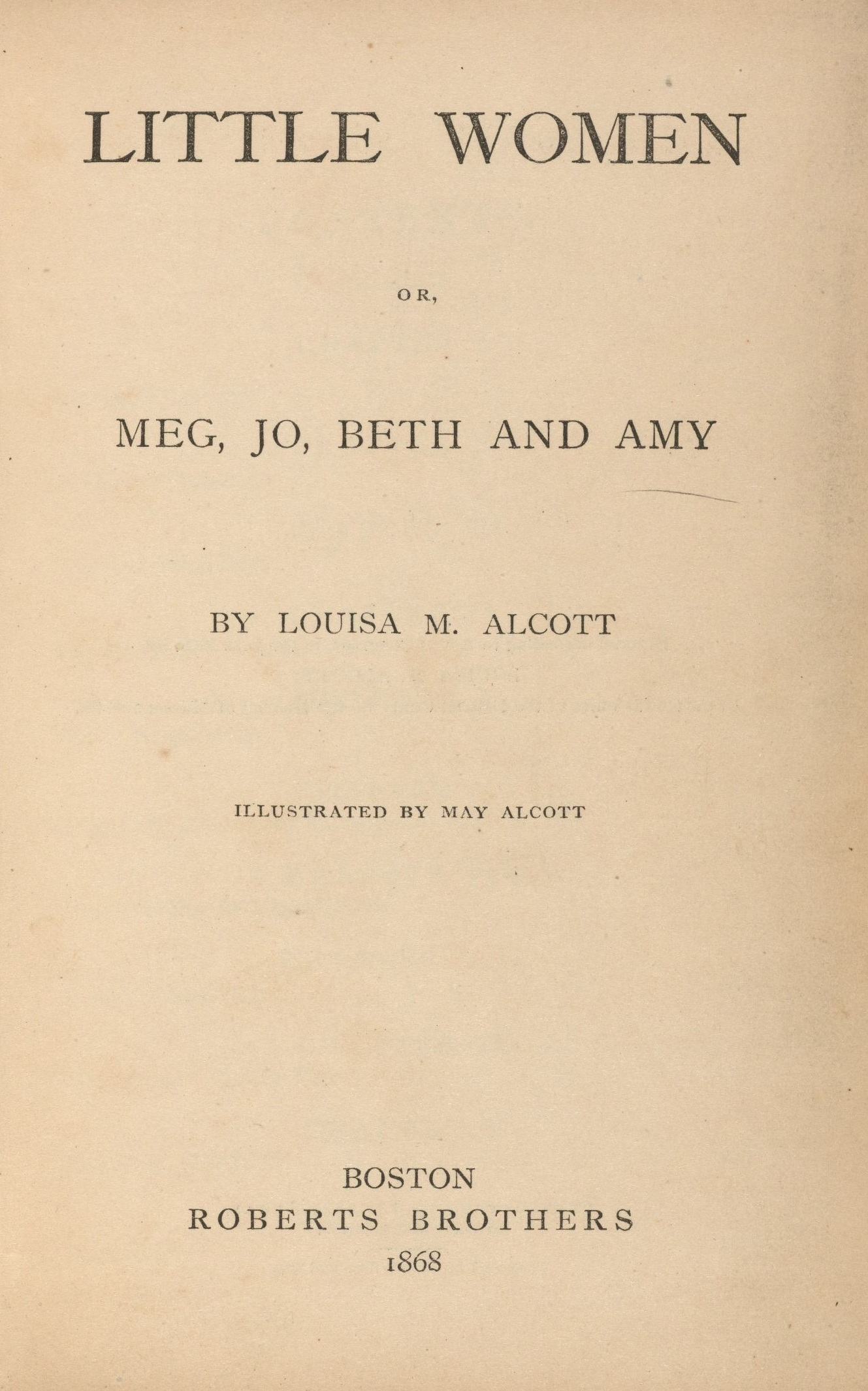
Page de titre de la première édition de Little Women

Louisa May Alcott, écrit jour et nuit, tout en se demandant si elle est capable de finaliser l'ouvrage. Elle achève les 402 pages du roman le 15 juillet 1868, et quand elle soumet son manuscrit ni Thomas Niles, ni elle ne sont pleinement satisfaits du résultat mais Thomas Niles accepte de le publier et passe au contrat de publication, où sur ses conseils Louisa May Alcott ne cède pas ses droits à l'éditeur, mais recevra des royalties sur le nombre d'exemplaires vendus. Little Women est publié en septembre 1868,,.

##### Réception et suite
Dès sa sortie en septembre 1868 les 2 000 exemplaires de la première édition sont épuisés, une seconde édition de 4 500 exemplaires est publiée avant la fin de l'année 1868, et en moins de trois ans 87 000 exemplaires sont vendus. Les recensions aussi bien américaines que britanniques sont des plus élogieuses. Louisa May Alcott, grâce à ses droits d'auteur, reçoit des milliers de dollars qui lui permettent de la sortir, elle et sa famille, de la précarité et de leur assurer une vie confortable. Le succès de Little Women est tel qu'il est traduit en français, allemand et néerlandais. En octobre 1868, Louisa May Alcott commence à rédiger une suite à Little Women , qui paraît en avril 1869 sous le titre de Good Wives (Le Docteur March marie ses filles en français),,,.

#### Santé et nouvelle croisière en Europe

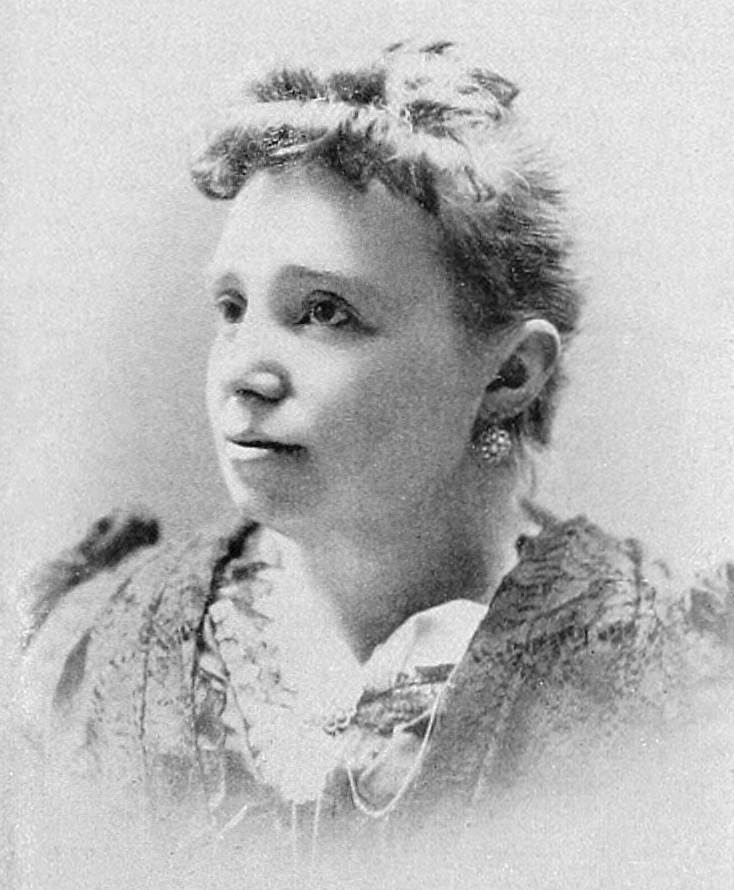
Alice E. Bartlett.

Alors que Louisa May Alcott est devenue une romancière reconnue nationalement et internationalement, aux revenus la mettant elle et sa famille à l'abri du besoin, elle souffre des conséquences de sa participation à la guerre de Sécession. Aussi souhaite-t-elle se reposer en effectuant une nouvelle croisière vers l'Europe, en compagnie de sa sœur Abigail May Alcott et de son amie Alice E. Bartlett (en). Le 2 avril 1870, elles s'embarquent sur le Lafayette en direction de Brest,.

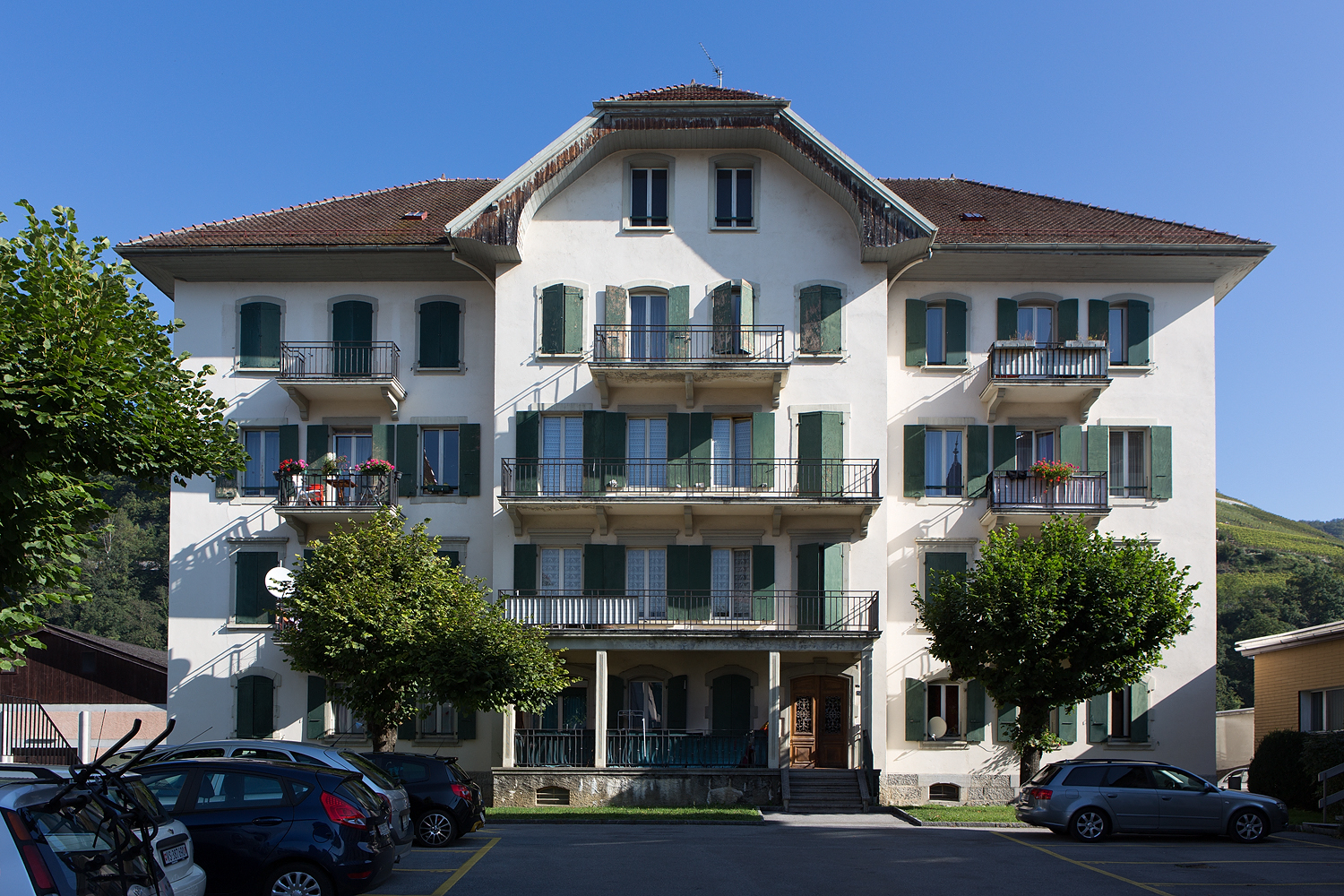
Hôtel des Bains de Bex.

Arrivées à Brest, Louisa May Alcott, Abigail May Alcott et Alice Bartlett passent six semaines dans la cité historique de Dinan qu' Alice Bartlett fait découvrir aux sœurs Alcott. Louisa May Alcott est fascinée par cette vieille ville bretonne qui, pour elle, devient un site féerique.
Louisa May Alcott reçoit une lettre de son éditeur Roberts Brothers pour annoncer que dernier son roman An Old-Fashioned Girl s'est vendu à plus de 27 000 exemplaires, et que les ventes de Little Women se montent à plus de 50 000 exemplaires.
Sujette à des migraines régulières et à des difficultés pour marcher, Louisa May Alcott, consulte un ancien chirurgien de l'armée britannique stationnée en Inde, installé en Bretagne, le docteur Kane. Ce dernier diagnostique que la source de ses maux est une intoxication due au calomel qui lui a été prescrit, auquel il substitue de l'iode comme antidote tout en lui préconisant de prendre de l'opium pour dormir,.
Le 15 juin 1870, Louisa May Alcott, Abigail May Alcott et Alice Bartlett arrivent à Bex en Suisse où elles séjournent un mois à l'Hôtel des Bains. Elles y font la connaissance d'un comte hongrois, François Szapary, qui se présente comme un descendant de la reine Zénobie et les distrait avec ses propos sur le magnétisme et le gyromagnétisme, animant les tables tournantes. Un mois après leur arrivée éclate la guerre franco-prussienne de 1870 qui contraint les trois femmes à demeurer à Bex tant que dure le conflit,.

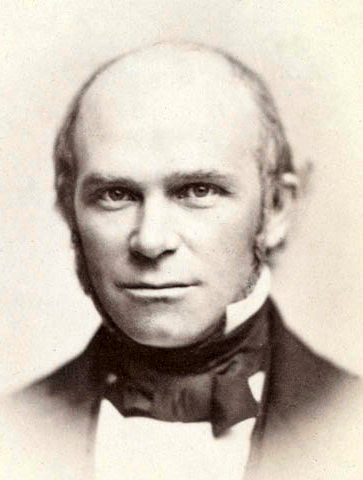
Theodore Parker.

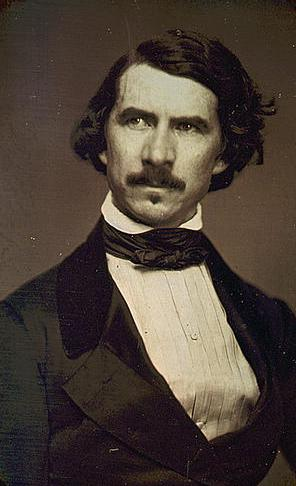
Daguerréotype de George Peter Alexander Healy.

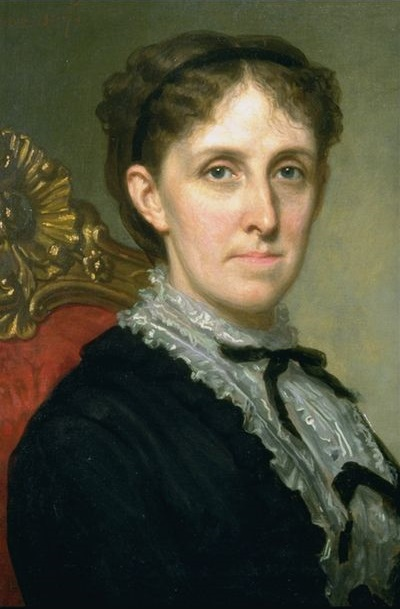
Portrait de Louisa May Alcott peint au printemps 1871, à Rome, par Healy (détail).

Le 3 septembre 1871, apprenant la capitulation de l’empereur Napoléon III, Louisa May Alcott décide de partir pour l'Italie, toujours en compagnie de Abigail May Alcott et Alice Bartlett. Elles font halte à Lugano avant de rejoindre Milan et visiter les villes de Parme, Pise, Florence où Louisa May Alcott se recueille sur la tombe de Theodore Parker, avant de passer l'hiver à Rome. Elle y rend visite à différents peintres, notamment à Frederic Crowninshield (en) et George Peter Alexander Healy, alors que la presse romaine salue sa présence. Ce séjour est endeuillé lorsqu'elles apprennent la mort de John Bridge Pratt (en), le mari d' Anna, sœur aînée de Louisa May Alcott. Lorsque le traité préliminaire de paix du 26 février 1871 est signé à Versailles, Louisa May Alcott, Abigail May Alcott et Alice Bartlett peuvent envisager de retourner aux États-Unis. Elles font une halte à Londres où Louisa May Alcott est reçue par l'éditeur Sampson Low (en) pour discuter de la diffusion de ses œuvres au Royaume-Uni. Puis elles embarquent à bord du Malta et gagnent Boston le 6 juin 1871. De là, Louisa May Alcott se précipite à Concord pour retrouver sa mère gravement malade, à laquelle elle promet de ne plus s'éloigner aussi longtemps,.

#### Retour à Concord

##### Nouveaux succès
Louisa May Alcott publie plusieurs romans, Rose et ses sept cousins (Eight Cousins) en 1875 et sa suite Les Vingt ans de Rose (Rose in Bloom) en 1876. Chacun de ces romans se vendent à centaines de milliers d’exemplaires.

##### La militante féministe
Comme sa mère, Louisa May Alcott s'engage pour la promotion du droit des femmes et pour le droit de votes des femmes et écrit plusieurs articles pour le Woman's Journal dirigé par son amie Lucy Stone. À la fin de l'année 1875, elle se rend au congrès national de l'Association for the Advancement of Women (en) qui se tient à Syracuse dans l'État de New York, où après les différentes prises de paroles, de nombreuses femmes la rejoignent pour lui demander de leur accorder des dédicaces et des autographes.
Après Syracuse, Louisa May Alcott part pour New York où elle trouve un établissement de balnéothérapie qui en plus des bains, lui offre des massages et des repas diététiques. Soulagée de ses douleurs elle se rend à des conférences tenues par le club féminin Sorosis. Puis elle se rend dans différents lieux newyorkais où elle peut rencontrer les écrivains, des artistes, des acteurs, des journalistes en vogue. Le jour de Noël 1875, elle se rend à un hôpital pour enfants où elle distribue des poupées. Après cela, elle retourne à Concord,.

##### La mort d'Abby May
De retour à Concord, Louisa May Alcott découvre que la santé de sa mère, Abby May, se dégrade. Elle meurt dans les bras de sa fille le 25 novembre 1877.

##### La tragédie d'Abigail May Alcott

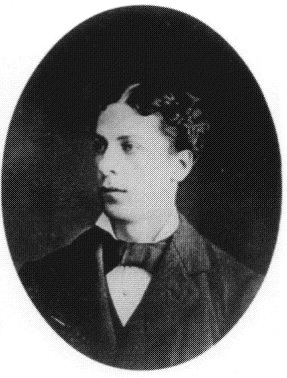
Ernest Nieriker.

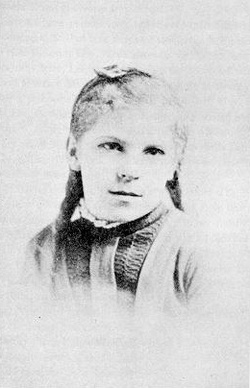
Louisa May Nieriker, nièce de Louisa May Alcott.

La sœur de Louisa May Alcott, Abigail May, alors qu'elle séjourne à Londres, rencontre un banquier suisse, Ernest Nieriker. Celui-ci a 22 ans, alors que Abigail May est âgée 38 ans, mais la différence d'âge n'empêche nullement leur amour réciproque. Ernest Nieriker a su consoler Abigail May de la disparition de sa mère, après leurs fiançailles en février 1878, ils s'unissent à Londres le 22 mars 1878 lors d'une cérémonie privée, Abigail May Alcott devenant Abigail May Alcott Nieriker. Louisa May Alcott leur envoie comme cadeau de mariage la somme de 1 000 $ainsi que ses meilleurs vœux de réussite. Dans son journal Louisa May Alcott en comparant sa vie à celle de sa sœur écrit « je suis si seule, si triste et de surcroît malade. Elle est si gaie, si heureuse, en bonne santé. Elle reçoit les meilleures choses de la vie, alors que de mon côté je suis en errance, ne sachant si je vais vivre ou mourir »,.
Abigail May Alcott Nieriker et son mari s'installent à Paris et le 8 novembre 1879, elle donne naissance à une fille Louisa May Nieriker, dite « Lulu » . Peu après, Abigail May Alcott Nieriker meurt des suite d'une méningite le 29 décembre 1879,.

##### L'adoption de Louisa May Nieriker
Lorsque le 31 décembre 1879 Louisa May Alcott reçoit un télégramme d'Ernest Nieriker lui annonçant la mort de sa sœur, elle est dévastée. Dans son testament, Abigail May Alcott Nieriker a souhaité être inhumée au cimetière de Montrouge, elle lègue l'ensemble de ses tableaux et dessins à Louisa May Alcott qu'elle nomme tutrice de sa fille Louisa May Nieriker. Après des échanges de courriers entre la famille Nieriker et Louisa May Alcott, les deux parties s'accordent à confier la petite  « Lulu »  à sa tante. Le 21 août 1880, Louisa May Alcott envoie une nourrice en Europe pour récupérer sa nièce et l'amener à sa résidence où elle lui a préparée avec soin une chambre. La venue de Louisa May Nieriker change la  vie de Louisa May Alcott, elle lui apporte l'amour et la joie qui illumine sa vie de solitude,.

##### La réformatrice
Alors qu'elle vient d'achever son roman Jack and Jill, Louisa May Alcott accompagnée de 19 femmes se rend à une réunion qui se tient à la mairie de Concord le 29 mars 1880, l'ordre du jour étant l'élection des membres de la commission scolaire et discuter de ses missions. C'est une première, jusque là seuls les hommes votaient. Louisa May Alcott écrit un article au sein du Woman's Journal pour faire état de l’événement. Dans la foulée elle tient un discours en faveur du droit de vote des femmes.

#### La baie de Buzzards et déclin de santé
Au mois de juin 1884, Louisa May Alcott achète un cottage situé dans la baie de Buzzards pour y passer des vacances avec sa sœur Anna Alcott Pratt et où peut gambader sa nièce Louisa May Nieriker. À partir de 1884, sa santé décline de façon significatives, douleurs musculaires, vertiges, migraines, enrouements, indigestions et insomnies. Néanmoins, elle continue d'écrire pour assurer l'avenir de sa famille et plus particulièrement de sa nièce à qui elle dédie un recueil de trente nouvelles Lulu's Library, en trois volumes, le premier sort en 1885, et les deux autres en 1887 et 1889. Puis elle finalise le manuscrit de Jo's Boys, and How They Turned Out. En mars 1886, Louisa May Alcott souffre de violents vertiges et reste pendant une semaine à souffrir d'insomnies. Elle parvient tout de même à écrire pendant une heure ou deux par jour.

### Santé et décès
Ayant contracté la fièvre typhoïde durant la guerre de Sécession, Louisa May Alcott souffre de problèmes de santé chroniques. Minée par une pneumonie, des problèmes digestifs et de pathologies associées diverses, elle meurt à Boston le 6 mars 1888, deux jours après son père. Elle est enterrée au cimetière de Sleepy Hollow à Concord, dans le secteur des auteurs, aux côtés de ses amis Ralph Waldo Emerson, Nathaniel Hawthorne, Henry David Thoreau et des membres de sa famille,.

## Œuvres

### Romans
- Joel Myerson (dir.) et Daniel Shealy (dir.), The Inheritance, New York, Dutton Books, 1849, 200 p. (ISBN 9780525457565, OCLC 962205102, lire en ligne) (édité en 1997)
- Moods, Boston, Massachusetts, Loring (réimpr. 1991) (1re éd. 1864), 322 p. (OCLC 494645919, lire en ligne)
- Work : A Story of Experience, Boston, Roberts Brothers (réimpr. 1994, 2006) (1re éd. 1873), 460 p. (OCLC 68750552, lire en ligne)
- Eight Cousins, Or, The Aunt Hill, Boston, Roberts Brothers (réimpr. 1890, 1989, 2007, 2021) (1re éd. 1875), 316 p. (ISBN 9780316037792, lire en ligne)
- Rose in Bloom, Boston, Roberts and Brothers (réimpr. 1995, 2021) (1re éd. 1876), 398 p. (OCLC 260321966, lire en ligne)
- Under the Lilacs, Little, Brown and Company (réimpr. 2016, 2023) (1re éd. 1877), 330 p. (OCLC 915070930, lire en ligne)
- A Modern Mephistopheles, Boston, Roberts Brothers (réimpr. 1995, 2010) (1re éd. 1877), 308 p. (OCLC 681172547, lire en ligne)
- Jack and Jill : A Village Story, Boston, Roberts Brothers (réimpr. 1890, 1928, 1956, 2018, 2020) (1re éd. 1880), 356 p. (OCLC 908325214, lire en ligne)
- Little Women (ill. May Alcott), vol. 1 : Or, Meg, Jo, Beth, and Amy, Boston, Massachusetts, Roberts Brothers (réimpr. 1968, 1987, 2004, 2014) (1re éd. 1868), 368 p. (ISBN 9780147514011, OCLC 1315337896, lire en ligne)
- Little Women, vol. 2 : Good Wives, Los Angeles, Californie, Ægypan Press (réimpr. 2008) (1re éd. 1869), 226 p. (ISBN 9781606641316, lire en ligne)
- Little Men : Life at Plumfield with Jo's Boys, Boston, Massachusetts, Roberts Brothers (réimpr. 1887, 1994, 2006, 2020) (1re éd. 1871), 400 p. (OCLC 263170902, lire en ligne)
- Jo's Boys, and How They Turned Out : A Sequel to "Little Men" Annotated, Boston, Little, Brown, and Co. (réimpr. 1995, 2010, 2014) (1re éd. 1886), 382 p. (OCLC 826451911, lire en ligne)

### Nouvelles et recueils de nouvelles
- Flower Fables, Boston, Massachusetts, George W. Briggs & Co. (réimpr. 2000, 2005, 2016) (1re éd. 1854), 208 p. (OCLC 904350783, lire en ligne)
- Hospital Sketches, Boston, Massachusetts, James Redpath (réimpr. 1991, 2005) (1re éd. 1863), 116 p. (ISBN 9781406501025, lire en ligne)
- On Picket Duty and Other Tales, Boston & New York, James Redpath, Boston et H. Dexter, Hamilton & Co, New York (réimpr. 2006, 2019) (1re éd. 1864), 104 p. (OCLC 808642741, lire en ligne)
- Morning-Glories : And Other Stories, Boston, H.B. Fuller (réimpr. 1871, 2009, 2018) (1re éd. 1868), 223 p. (OCLC 557318555, lire en ligne)
- Transcendental Wild Oats, n.c., n.c. (réimpr. 1974, 1981, 2019) (1re éd. 1873), 48 p. (OCLC 186820225, lire en ligne)
- Silver Pitchers : and Independence, a Centennial Love Story, Boston, Massachusetts, Roberts Brothers (réimpr. 1880, 1890, ..., 2023) (1re éd. 1876), 332 p. (ISBN 9798859135561, OCLC 1084954239, lire en ligne)
- A Modern Mephistopheles and, A Whisper in the Dark, Boston, Massachusetts, Little, Brown, and company (réimpr. 1889, 1914, 1989, 2021) (1re éd. 1877), 355 p. (OCLC 1087314751, lire en ligne)
- Spinning-wheel Stories, Boston, Roberts Brothers (réimpr. 2016, 2020) (1re éd. 1884), 298 p. (OCLC 263025917, lire en ligne)
- The Candy Country, Boston, Massachusetts, Little, Brown & company (1re éd. 1885), 74 p. (OCLC 55106809, lire en ligne)
- A Garland for Girls, Boston, Roberts Brothers (réimpr. 1893, 2006, 2017) (1re éd. 1888), 316 p. (OCLC 1027795616, lire en ligne)

### Romans policiers et fantastiques
L’ensemble des romans policiers et fantastiques de Louisa May Alcott : Behind the Mask, Pauline's Passion and Punishment, The Mysterious Key, The Abbot's Ghost sont édités au sein de Louisa May Alcott (préf. Madeleine Stern), Behind a Mask : The Unknown Thrillers of Louisa May Alcott, New York, Bantam Books (réimpr. 2004, 2020) (1re éd. 1978), 356 p. (ISBN 9780553025750, lire en ligne)

### Littérature pour enfants
- Kitty's Class Day : A Stitch in Time Saves Nine (ill. Augustus Hoppin), Boston, Massachusetts, Loring (réimpr. 1879, 1880...2018) (1re éd. 1868), 172 p. (ISBN 9781332516513, OCLC 1375041272, lire en ligne)
- An Old-Fashioned Girl, Boston, Massachusetts, Roberts Brothers (réimpr. 1880,1997, 2005, 2012) (1re éd. 1870), 404 p. (OCLC 276849747, lire en ligne)
- Lulu's Library, Boston, Roberts Brothers (réimpr. 2019, 2023) (1re éd. 1886), 294 p. (OCLC 894911060, lire en ligne),
- Little Button Rose, Boston, Massachusetts, Little, Brown (réimpr. 2008, 2012, 2018) (1re éd. 1901), 78 p. (ISBN 9780484349529, OCLC 848581838, lire en ligne)
- Aunt Jo's Scrap-Bag : My Boys, vol. 1, Boston, Massachusetts, Robert Brothers (réimpr. 1875, 1880, ...2000, 2010, 2014, 2022) (1re éd. 1872), 236 p. (ISBN 9780543896742, OCLC 1078130312, lire en ligne)
- Aunt Jo's Scrap Bag, vol. 2 : Shawl-Straps, Boston, Massachusetts, Roberts Brothers (réimpr. 1883, 1895, 1990, 2015, 2022) (1re éd. 1872), 256 p. (ISBN 9781458334237, OCLC 58532731, lire en ligne)
- Aunt Jo's Scrap-Bag, vol. 3 : Cupid and chow-chow., Boston, Massachusetts, Roberts Brothers (réimpr. 1896, ... 2023) (1re éd. 1872), 236 p. (ISBN 9781021104885, OCLC 1101042495, lire en ligne)
- Aunt Jo's Scrap Bag, vol. 4 : My Girls, Boston, Massachusetts, Roberts Brothers (réimpr. 2013, 2014, 2022) (1re éd. 1889), 246 p. (OCLC 1039997089, lire en ligne)
- Aunt Jo's Scrap Bag, vol. 5 : Jimmys Cruise In The Pinafore, Boston, Massachusetts, Roberts Brothers (réimpr. 2021) (1re éd. 1879), 225 p. (ISBN 9798475787809, OCLC 315632295, lire en ligne)
- Aunt Jo's Scrap-Bag, vol. 6 : An Old-Fashioned Thanksgiving, Etc, Boston, Massachusetts, Roberts Brothers (réimpr. 2010, 2014, 2023) (1re éd. 1882), 256 p. (ISBN 9781021911810, OCLC 1000382520, lire en ligne)

### Anthologies
- (en-US) Madeleine B. Stern (dir.) et Daniel Shealy (dir.), The Lost Stories of Louisa May Alcott, Secaucus, New Jersey, Carol Publisher. Group (réimpr. 1995) (1re éd. 2000), 212 p. (ISBN 9780806516547, lire en ligne)
- (en-US) Madeleine B. Stern (dir.), Louisa May Alcott Unmasked : Collected Thrillers, Boston, Massachusetts, Northeastern University Press, 20 avril 1995, 788 p. (ISBN 9781555532260, lire en ligne)
- (en-US) Sarah Elbert (dir.), Louisa May Alcott on Race, Sex, and Slavery, Boston, Massachusetts, Northeastern University Press, 1997, 174 p. (ISBN 9781555533083, lire en ligne)
- (en-US) Sketches Of Louisa May Alcott (préf. Gregory Eiseleon), Oxford, Royaume-Uni, Isis Large Print (réimpr. 2003) (1re éd. 2001), 368 p. (ISBN 9780753168554, lire en ligne)

### Poèmes et recueil de poèmes
- Thoreau's Flute, a poem, Boston, Atlantic Monthly, septembre 1863, 16 p. (lire en ligne)
- The Poems of Louisa May Alcott (préf. Robert S. Nelsen), New York, Ironweed Press, 1er mars 2000, 164 p. (ISBN 9780965530958, OCLC 0965530957, lire en ligne)

### Autres
- An Intimate Anthology, New York, Doubleday (réimpr. 1997) (1re éd. 1980), 424 p. (ISBN 9780385487221, lire en ligne)
- Elaine Showalter (dir.), Alternative Alcott, Rutgers University Press, 1er mars 1988, 516 p. (ISBN 9780813512716, lire en ligne)
- Cary Ryan (dir.), Louisa May Alcott : Her Girlhood Diary, Bridgewater Books, 1993, 64 p. (ISBN 9780816731398, lire en ligne)

### Éditions francophones
Les traductions de Little Women sont tellement nombreuses depuis 1880 qu'il est impossible d'en faire une liste complète. Quelques exemples (premières adaptations et traductions récentes) sont donnés ici.
- Petites femmes [« Little Women »] (trad. Rémy), Lausanne, Henri Mignot (réimpr. 1874) (1re éd. 1872), 256 p.
- Une jeune fille à la vieille mode [« An Old-Fashioned Girl »] (trad. de l'anglais américain par Rémy), Lausanne, Henri Mignot, 1874, 300 p.
- Sous les lilas [« Under the Lilacs »] (trad. S. Lepage), Paris, Librairie Hachette et Cie, coll. « Bibliothèque rose », 1880, 369 p.
- Travail [« Work : A Story of Experience »] (trad. Rémy), Lausanne, Henri Mignot, 1875
- Les Quatre Filles du docteur March [« Little Women »] (trad. de l'anglais américain par Pierre-Jules Hetzel alias P.-J. Stahl, ill. André Pécoud, Jessie Willcox Smith et Harold Copping), Paris, Hetzel, coll. « Bibliothèque d'éducation et de récréation » (réimpr. 1882) (1re éd. 1880), 374 p. (OCLC 1405756695, lire en ligne).
- 1883 : Jack et Jane, Éditions Pierre-Jules Hetzel, coll. Bibliothèque d'éducation et de récréation, dessins de Jean Geoffroy, adapté par P.-J. Stahl et Jacques Lermont, 287 p.
- Eight Cousins, Or, The Aunt Hill [« La Petite Rose, ses six tantes et ses sept cousins »] (trad. Stahl et Lermont, ill. Paul Destez), Paris, J. Hetzel, coll. « Bibliothèque d'éducation et de récréation », 1885, 258 p. (OCLC 458922061, BNF 30601952, lire en ligne).
- 1892 : Notre amie Polly, Éditions Librairies-imprcoll.imeries réunies, May et Motteroz et Alcide Picard et Kaan; illustré par Fernand Fau; coll. Bibliothèque bleue illustrée- Bibliothèque de l'éducation maternelle; adapté par Mirzel; 258 p.
- 1951 : Le docteur March marie ses filles, Éditions Hachette; illustré par Albert Chazelle; In-8 Carré; broché ; 184 pages.
- 1965 : Jo et sa tribu, Éditions des Deux coqs d'or; coll. L'étoile d'or, no 13; illustré par B. Bodini;  adaptation d'Elisabeth Ciccione, 247 p.  (ISBN 2-203-13556-5)
- 1993 : Les filles du docteur March se marient, Éditions Casterman; coll. Des grands classiques à découvrir ou à redécouvrir; illustré par Frank Thayer Merrill; traduit par Claude Lauriot-Prévost. 253 p.  (ISBN 2-203-13540-9).
- Le Rêve de Jo March [« Little Men: Life at Plumfield with Jo's Boys »] (trad. Claude Loriot-Prévost, ill. Philippe Munch), Bruxelles, Belgique, Casterman, coll. « Classiques bleus » (réimpr. 2004) (1re éd. 1994), 252 p. (ISBN 9782203135925, OCLC 670437834).
- La grande famille de Jo March [« Jo's boys »] (trad. de l'anglais américain par Claude Lauriot-Prévost), Paris, france, Folio Junior (réimpr. 2021) (1re éd. 1995), 336 p. (ISBN 978-2075141345).
- Thierry Lefèvre (dir.), Les Quatre Filles du docteur March [« Little Women, volume 1 »], Paris, France, Maxi-livres, coll. « Jeunesse » (réimpr. 2009) (1re éd. 2004), 356 p. (ISBN 9782743433956, lire en ligne).
- Les Quatre Filles du docteur March: Texte intégral, (trad. de l'anglais américain par P.-J. Stahl), 2021, 182 p. (ISBN 979-8495146501).
- Les quatre filles du Docteur March Édition complète [« Little Women »] (trad. de l'anglais américain, préf. Pierre-Jules Hetzel), Independently published, 2022, 201 p. (ISBN 979-8356191213).
- Les Quatre Filles du Docteur March [« Little Women »] (trad. Jean-Claude Mallé, ill. Frank Thayer Merrill), Paris, Hauteville, 2023, 832 p. (ISBN 978-2381228365).

## Adaptations audiovisuelles de son œuvre
L'œuvre adaptée n'est précisée que si le titre de l'adaptation est différent.

### Théâtre
(fr + ca) Julie-Anne Ranger-Beauregard, Quatre filles : adaptation théâtrale du roman "Little Women" de Louisa May Alcott, Montréal, province de Québec, Canada, Leméac, coll. « Théâtre », 2022, 105 p. (ISBN 9782760904873, OCLC 1354541344),

### Cinéma
- 1918 : Les Quatre Filles du docteur March de Harley Knoles
- 1933 : Les Quatre Filles du docteur March de George Cukor
- 1934 : Little Men de par Phil Rosen, d'après Le Rêve de Jo March
- 1940 : Little Men de Norman Z. McLeod, d'après Le Rêve de Jo March
- 1949 : Les Quatre Filles du docteur March de Mervyn LeRoy
- 1984 : Les Quatre Filles du docteur March de Bruno-René Huchez
- 1994 : Les Quatre Filles du docteur March de Gillian Armstrong
- 1998 : Little Men (en) de Rodney Gibbons, d'après Le Rêve de Jo March
- 2018 : Les Quatre filles du docteur March de Clare Niederpruem
- 2019 : Les Filles du docteur March de Greta Gerwig, d'après Les Quatre Filles du docteur March

### Télévision (hors animation)
- 1958 : Les Quatre Filles du docteur March, série télévisée d'Alan Bromly
- 1978 : Les Quatre Filles du docteur March, téléfilm de David Lowell Rich
- 1997 : L'Héritière (The Inheritance), téléfilm de Bobby Roth
- 1998 : Little Men, série télévisée créée par Carl Binder, d'après Le Rêve de Jo March
- 2008 : Contre tout l'or du monde, téléfilm de  Graeme Campbell, d'après la nouvelle An Old Fashioned Thanksgiving

### Animation
- 1981 : Les Quatre Filles du docteur March (version courte), série animée japonaise
- 1987 : Les Quatre Filles du docteur March (version longue), série animée japonaise
- 1993 : Petite Bonne Femme (suite de la série japonaise de 1987), d'après Le Rêve de Jo March

## Hommages
- Louisa May Alcott est inscrite au National Women's Hall of Fame.
- Le cratère vénusien Alcott a été nommé en son honneur[126].
- Le 29 novembre 2016, Google publie un Doodle à l'occasion des 184 ans de son anniversaire de naissance.